# Trận Yarmouk
Trận Yarmouk (tiếng Ả Rập: معركة اليرموك, còn được viết là Yarmuk, Yarmuq, hay trong tiếng Hy Lạp là Hieromyax, Ἱερομύαξ, hoặc Iermouchas, Ιερμουχάς) là một trận đánh lớn giữa quân đội Hồi giáo Rashidun với quân đội của Đế quốc Đông La Mã. Trận chiến bao gồm một loạt các cuộc đụng độ kéo dài sáu ngày trong tháng 8 năm 636 ở gần sông Yarmouk, đây là biên giới ngày nay giữa Syria và Jordan, phía đông nam của biển Galilee. Kết quả của trận đánh là một chiến thắng hoàn toàn của người Hồi giáo và chấm dứt vĩnh viễn sự cai trị của Đế quốc Đông La Mã ở phía nam vùng Anatolia. Trận Yarmouk được coi là một trong những trận đánh quyết định nhất trong lịch sử quân sự và nó đánh dấu làn sóng đầu tiên của cuộc chinh phục của người Hồi giáo sau cái chết của nhà tiên tri Muhammad, nó cũng báo hiệu những bước tiến nhanh chóng của người Hồi giáo vào quốc gia vùng cận đông theo Kitô giáo.
Với mục đích chặn đứng bước tiến của người Hồi giáo và thu hồi các vùng lãnh thổ đã bị mất, Hoàng đế Heraclius đã gửi một đoàn quân chinh phạt lớn đến vùng Cận đông vào tháng 5 năm 636. Khi quân đội La Mã đến gần, người Hồi giáo rút lui khỏi Syria và tập hợp lại tất cả các lực lượng của họ ở vùng đồng bằng sông Yarmouk, sau khi được tăng cường quân tiếp viện họ đã đánh bại quân đội có ưu thế hơn của người La Mã. Cuộc chiến cũng được coi là một trong những chiến thắng quân sự lớn nhất của Khalid ibn al-Walid. Nó củng cố uy tín của ông ta như là một trong những nhà chiến thuật và chỉ huy kỵ binh tài tình nhất trong lịch sử

## Khúc dạo đầu
Năm 610, vào giai đoạn cuối của cuộc chiến tranh Đông La Mã-Sassanid, Heraclius trở thành hoàng đế của đế quốc Đông La Mã sau khi lật đổ vị hoàng đế tiếm vị Phocas. Cũng trong thời gian này, đế quốc Sassanid-Ba Tư đã chinh phục được Lưỡng Hà và tràn vào Syria trong năm 611 rồi thâm nhập xứ Anatolia, chiếm thành phố Caesarea Mazaca. Kể từ năm 612, Heraclius đã cố gắng trục xuất người Ba Tư ra khỏi Tiểu Á nhưng đã bị đánh bại khi ông phát động một cuộc phản công lớn chống lại người Ba Tư ở Syria vào năm 613. Trong khoảng một thập kỷ tiếp đó, người Ba Tư lần lượt chinh phục Palestina và Ai Cập trong khi Heraclius xây dựng lại quân đội của mình để chuẩn bị phản công. Chín năm sau đó vào năm 622, Heraclius cuối cùng đã phát động cuộc phản công đáp trả. Sau chiến thắng áp đảo của ông trước người Ba Tư và các đồng minh người Kavkaz và Armenia của họ, Heraclius lại tiếp tục phát động một cuộc tấn công mùa đông năm 627 vào người Ba Tư ở vùng Lưỡng Hà và giành một chiến thắng quyết định tại trận Nineveh qua đó đe dọa thủ đô Ctesiphon của Ba Tư. Bị mất uy tín bởi những loạt những thất bại, Khosrau II bị lật đổ và giết chết trong một cuộc đảo chính do Kavadh II con trai ông cầm đầu. Vị hoàng đế Ba Tư mới chấp nhận các điều kiện hòa bình của người Đông La Mã, đồng ý sẽ rút quân ra khỏi tất cả các vùng lãnh thổ mà người Ba Tư chiếm được. Heraclius phục hồi được chiếc Thập tự giá thiêng liêng ở Jerusalem bằng một buổi lễ hoành tráng vào năm 629.
Trong khi đó tại Ả Rập đã nhanh chóng nổi lên một phong trào chính trị, nơi nhà Tiên Tri Mohammad rao giảng về đức tin đạo Hồi. Và ông đã thành công khi thống nhất phần lớn bán đảo Ả Rập thành một thực thể chính trị duy nhất. Khi nhà tiên tri qua đời vào tháng 6 năm 632, Abu Bakr được bầu làm Khalip và trở thành người kế nhiệm về mặt chính trị của ông. Khó khăn liên tục xuất hiện ngay sau khi Abu Bakr lên nắm quyền thừa kế, khi một số bộ tộc Ả Rập công khai nổi dậy chống lại Abu Bakr buộc ông phải tuyên chiến với tất cả phiến quân. Trong cuộc chiến Ridda (người Ả Rập gọi cuộc chiến chống lại những người bội đạo từ năm 632-33), Abu Bakr đã cố gắng đoàn kết người Ả Rập dưới sự thống trị từ Medina.

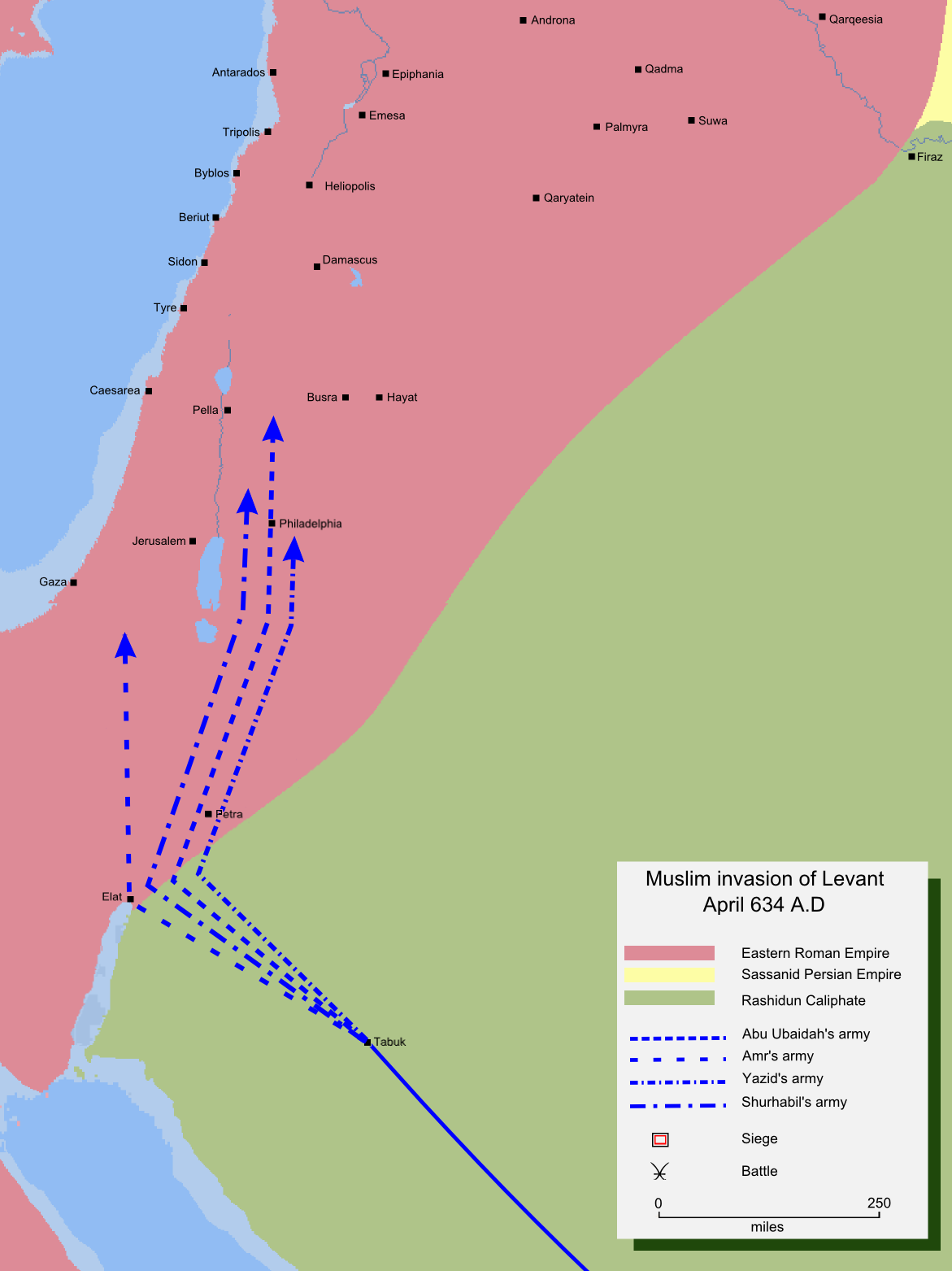
Bản đồ chi tiết cuộc xâm lược của nhà Rashidun ở vùng Cận Đông.

Sau khi phiến quân đã bị đè bẹp, Abu Bakr bắt đầu mở một cuộc chiến chinh phạt, mở đầu với Iraq, tỉnh giàu có nhất của Đế quốc Ba Tư. Ông cử Khalid ibn al-Walid, vị tướng tài danh nhất của mình làm tư lệnh chiến dịch, Iraq đã bị chinh phục trong một loạt các chiến dịch thành công chống lại Đế quốc Sassanid của Ba Tư. Sự tự tin của Abu Bakr ngày càng tăng lên và khi này Khalid bắt đầu xây dựng các thành trì cứ điểm của ông ở Iraq, Abu Bakr đã kêu gọi xâm chiếm Syria trong tháng 2 năm 634. Cuộc xâm lược của người Hồi giáo vào Syria là một loạt các kế hoạch được chuẩn bị một cách cẩn thận và được điều phối tốt, các hoạt động quân sự sử dụng các chiến thuật tinh tế thay vì sử dụng thần túy sức mạnh để đối phó với các biện pháp phòng thủ của người La Mã. Tuy nhiên quân đội Hồi giáo đã ngay lập tức được chứng minh là quá nhỏ để đáp trả các phản ứng của người La Mã và các chỉ huy của họ kêu gọi tăng quân tiếp viện. Khalid đã được Abu Bakr hạ lệnh di chuyển từ Iraq đến Syria với quân tiếp viện và để dẫn đầu cuộc xâm lược. Tháng 7 năm 634, người La Mã đã bị đánh bại tại trận Ajnadayn. Damas thất thủ trước người Hồi giáo vào tháng 9 năm 634, tiếp theo là trận Fahl, vị trí đồn trú quan trọng nhất của Palestina đã bị thất thủ.
Khalip Abu Bakr đã qua đời trong năm 634. Umar, người kế nhiệm ông đã xác định là mở rộng hơn nữa ảnh hưởng của Đế chế Hồi giáo vào Syria. Mặc dù các chiến dịch trước đó của Khalid đã thành công, ông vẫn bị thay thế bởi Abu Ubaidah. Chiếm được phía nam Palestina, lực lượng Hồi giáo tiếp tục tiến lên con đường thương mại và đên Tiberias và Baalbek, các thành phố này thất thủ mà không phải chiến đấu nhiều và người Hồi giáo tiếp tục chinh phục Emesa vào đầu năm 636. Từ đó người Hồi giáo tiếp tục cuộc chinh phục của họ trên toàn các lãnh thổ vùng Cận đông.

## Người La Mã phản công
Sau khi chiếm được Emesa, quân Hồi giáo chỉ còn cách Aleppo — một thành trì kiên cố của Đông La Mã — một chặng hành quân. Họ cũng áp sát Antiochia, nơi Hoàng đế Heraclius đang đóng quân. Trước hàng loạt thất bại liên tiếp, Heraclius vô cùng lo lắng và gấp rút chuẩn bị một cuộc phản công nhằm giành lại các vùng đất đã mất. Năm 635, Hoàng đế Ba Tư Yazdegerd III tìm cách liên minh với Đông La Mã. Để củng cố quan hệ, Heraclius gả con gái (hoặc theo một số nguồn, cháu gái) Manyanh cho Yazdegerd III. Theo kế hoạch, trong khi Heraclius mở một chiến dịch lớn vào vùng Levant, Yazdegerd sẽ đồng thời phát động cuộc phản công ở Iraq, tạo thành một mũi hợp đồng tác chiến, gây áp lực lên quân Hồi giáo từ hai hướng. Tuy nhiên, khi Heraclius khởi động chiến dịch vào tháng 5 năm 636, Yazdegerd không thể phối hợp, có lẽ do triều đình Ba Tư lúc bấy giờ đã kiệt quệ do cuộc chiến trường kỳ với Đông La Mã và tình trạng bất ổn trong nước sau đó. Kế hoạch, từng được kỳ vọng sẽ xoay chuyển cục diện, cuối cùng lại thất bại ngay từ khâu triển khai.

Các hướng tiến quân của người Hồi giáo và quân đội Đông La Mã trước trận Yarmouk.

Cuối năm 635, Đông La Mã bắt đầu chuẩn bị cho chiến dịch phản công. Đến tháng 5 năm 636, Heraclius tập trung một lực lượng hùng hậu tại Antiochia, miền bắc Syria. Quân đội của ông quy tụ binh sĩ từ nhiều sắc tộc khác nhau, bao gồm người Slav, Frank, Gruzia, Armenia, Ả Rập Kitô giáo, Lombard, Avar, Khazar, cư dân vùng Balkan và Đột Quyết. Lực lượng này được chia thành năm đạo quân, đặt dưới quyền thống lĩnh của Theodorus Trithyrius. Trong đó, Vahan — một tướng lĩnh người Armenia, từng chỉ huy đồn trú tại Emesa — giữ vai trò tổng chỉ huy chiến trường và trực tiếp dẫn dắt một đội quân toàn người Armenia. Buccinator (Qanatir), một thân vương người Slav, chỉ huy lực lượng Slav, trong khi Jabalah ibn al-Aiham, vua của người Ghassanid, lãnh đạo quân Ả Rập Kitô giáo. Hai tướng Gregory và Dairjan phụ trách các đạo quân còn lại, gồm toàn bộ binh sĩ châu Âu. Heraclius đích thân giám sát chiến dịch từ Antiochia. Một số nguồn Đông La Mã cũng đề cập đến Niketas, con trai tướng Ba Tư Shahrbaraz, trong hàng ngũ chỉ huy, nhưng vai trò cụ thể của ông vẫn chưa rõ ràng.
Lúc này, quân Rashidun được chia thành bốn cánh: Amr ibn al-As chỉ huy lực lượng tại Palestine, Shurahbil ibn Hasana đóng ở Jordan, Yazid ibn Abi Sufyan kiểm soát khu vực Damascus-Caesarea và Abu Ubayda ibn al-Jarrah cùng Khalid ibn al-Walid chỉ huy cánh quân tại Emesa.
Nhận thấy quân Hồi giáo bị phân tán trên nhiều mặt trận, Heraclius quyết định tận dụng cơ hội để phản công. Ông không muốn lao vào một trận đánh quyết định duy nhất, mà thay vào đó áp dụng chiến thuật "vị trí trung tâm" — tấn công từng cánh quân riêng lẻ trước khi họ kịp hợp nhất. Kế hoạch của ông là buộc quân Hồi giáo phải rút lui hoặc bị tiêu diệt từng phần, qua đó giành lại các vùng lãnh thổ đã mất. Để thực hiện chiến lược này, Heraclius cử quân tiếp viện đến Caesarea dưới quyền chỉ huy của con trai ông, Konstantinos Herakleios, nhằm cầm chân lực lượng của Yazid, lúc này đang vây hãm thành phố.  Đến giữa tháng 6 năm 636, quân đội hoàng gia Đông La Mã xuất phát từ Antiochia và miền bắc Syria, sẵn sàng tiến hành chiến dịch phản công quy mô lớn.
Quân đội hoàng gia Đông La Mã triển khai chiến dịch theo kế hoạch sau:
- Lực lượng Ả Rập Kitô giáo hạng nhẹ do Jabalah chỉ huy sẽ hành quân từ Aleppo đến Emesa qua Hama, giữ chân quân chủ lực của Hồi giáo tại Emesa.
- Dairjan sẽ thực hiện một cuộc tấn công từ sườn, tiến theo hướng giữa bờ biển và đường Aleppo, áp sát Emesa từ phía tây, đánh vào sườn trái của quân Hồi giáo trong khi Jabalah ghìm chân họ ở chính diện.
- Gregorius sẽ đánh vào sườn phải quân Hồi giáo, hành quân từ đông bắc, tiến về Emesa qua vùng Lưỡng Hà.
- Qanatir sẽ đi theo tuyến đường ven biển, chiếm Beirut, sau đó tấn công Damascus từ phía tây – nơi phòng thủ yếu – nhằm cắt đứt đường tiếp tế của quân Hồi giáo tại Emesa.
- Đạo quân của Vahan sẽ đóng vai trò lực lượng dự bị, di chuyển về Emesa qua Hama, sẵn sàng ứng phó theo diễn biến chiến trường.

## Chiến lược của người Hồi giáo
Người Hồi giáo đã phát hiện ra kế hoạch của Heraclius ở Shaizar qua tù binh La Mã. Cảnh giác với khả năng bị tóm gọn và từng lực lượng riêng rẽ có thể bị tiêu diệt, Khalid yêu cầu tập hợp một hội đồng quân sự. Ở đó, ông khuyên Abu Ubaidah nên rút các binh sĩ trở về từ Palestine và từ miền Bắc và miền Trung Syria và sau đó tập trung toàn bộ quân đội nhà Rashidun ở một nơi. Abu Ubaidah ra lệnh tập trung quân ở vùng đồng bằng rộng lớn gần Jabiya, đồng thời để kiểm soát khu vực này và lấy làm nơi để sử dụng kỵ binh khi có thể và tạo điều kiện cho sự xuất hiện của quân tiếp viện từ Umar để có một lực lượng mạnh nhất có thể để chống lại quân đội Byzantine một cách hiệu quả. Vị trí cũng có một lợi là ở gần với thành lũy Najd của nhà Rashidun trong trường hợp cần phải rút lui. Mệnh lệnh cũng đã được ban bố là trả lại tiền cống những người đã nộp chúng. Tuy nhiên, khi tập trung tại Jabiya, người Hồi giáo đã phải nhận cuộc tấn công từ lực lượng Ghassanid thân Byzantine. Đóng trại trong một khu vực rất bấp bênh bởi vì có một lực lượng mạnh Byzantine đang đồn trú tại Caesarea và có thể tấn công vào phía sau của người Hồi giáo sau khi họ đối mặt với quân đội Byzantine. Theo lời khuyên của Khalid lực lượng Hồi giáo rút lui đến Dara'ah (hoặc Dara) và Dayr Ayyub, đây là khoảng cách giữa hẻm núi Yarmouk và đồng bằng Harra đầy dung nham và thành lập một đường các doanh trại ở phía đông của đồng bằng Yarmouk. Đây là một vị trí phòng thủ mạnh mẽ và sau một loạt các cuộc vận động câu nhử giữa người Hồi giáo và Byzantine, họ đã bước vào một trận đánh quyết định mà một bên trong đó sau này đã cố gắng để tránh. Trong các cuộc vận động đã không nổ một cuộc đụng độ nhỏ nào giữa kỵ binh hạng nhẹ tinh nhuệ của Khalid và quân tiên phong của Byzantine

## Chiến trường

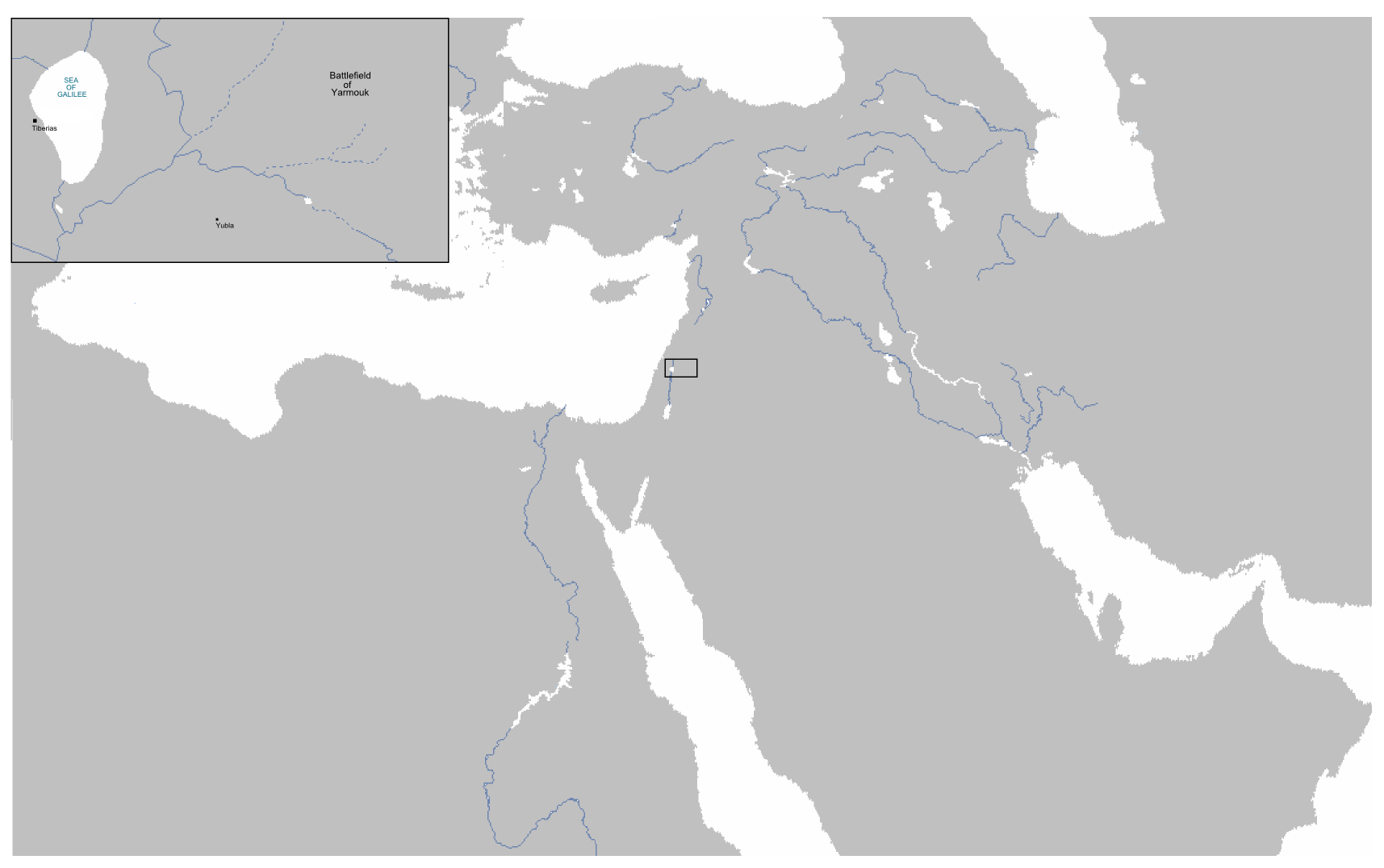
Bản đồ chi tiết vị trí của khu vực, nơi cuộc chiến đã diễn ra.

Bãi chiến trường nằm khoảng 65 kilômét (40 mi) về phía tây nam của Cao nguyên Golan, Một khu vực miền núi hiện nay nằm ở biên giới giữa Israel, Jordan và Syria, phía đông biển Galilee. Cuộc chiến đã nổ ra trên đồng bằng của Yarmouk, ở gần về phía cạnh phía tây của nó có một khe núi sâu được gọi là Wadi-ur-Raqad, sâu khoảng 200 m (660 ft). Khe núi này cũng đổ vào sông Yarmouk, một nhánh của Sông Jordan ở phía Nam. Dòng sông có các bờ rất dốc, có chiều cao từ 30 m (98 ft)–200 m (660 ft). Về phía bắc là con đường Jabiya và phía đông là ngọn đồi Azra, mặc dù ngọn đồi là nằm ngoài khu vực thực tế nổ tra trận chiến. Một ngọn đồi nhô lên nổi bật trong chiến trường và có tính chiến lược: có độ cao 100 m (330 ft) được gọi là Tel al Jumm'a (Tiếng Ả Rập là đồi tập hợp), và là chỗ để các binh sĩ Hồi giáo tập trung ở đó, ngọn đồi đã tạo ra một tầm quan sát tốt vào đồng bằng của Yarmouk. Chiếc khe núi ở phía tây của chiến trường cũng có thể được trèo tới tại một vài nơi vào năm 636 AD và có một lối chính để đến đó qua một cây cầu gần làng Kafir-ul-Ma hiện nay. Về vấn đề hậu cần, vùng đồng bằng Yarmouk đã cung cấp đủ nước và đồng cỏ để duy trì cả hai quân đội. Đồng bằng đã được cho là nơi quá lý tưởng để thao luyện kỵ binh.

## Triển khai quân đội
Hầu hết các tài liệu ban đầu của người Hồi giáo đều cho rằng số lượng của quân Hồi giáo là ở khoảng giữa 24.000 và 40.000 người và số lượng của lực lượng Byzantine là từ 100.000 đến 200.000 người. Ước tính hiện đại về các đội quân tương ứng khá khác nhau: có ước tính rằng quân đội Byzantine chủ yếu là từ 80.000 và 120.000 người, nhưng cũng có số ước tính thấp hơn khoảng dưới 50.000 và từ 15.000-20.000 người. Ước tính cho quân nhà Rashidun là từ 25.000 đến 40.000 người. Những con số này đến từ việc nghiên cứu các khả năng hậu cần của các đạo quân, tính bền vững của các căn cứ hoạt động và những hạn chế về nhân lực tổng thể ảnh hưởng đến người La Mã và người Ả Rập. Tuy nhiên hầu hết các học giả đều đồng ý rằng quân đội Byzantine và đồng minh của họ đông hơn người Ả Rập Hồi giáo khá nhiều.[m]

### Quân đội Hồi giáo Rashidun
Sau một cuộc họp hội đồng quân sự, quyền chỉ huy quân đội Hồi giáo đã được chuyển giao cho Khalid từ Abu Ubaidah,[i] Tổng chỉ huy quân đội Hồi giáo. Sau khi nắm quyền chỉ huy, Khalid tổ chức lại quân đội thành 36 chiến đoàn bộ binh và bốn chiến đoàn kỵ binh, với lực lượng kỵ binh tinh nhuệ của mình làm lực lượng cơ, được bố trí làm lực lượng dự bị. Quân đội được tổ chức thành đội hình Tabi'a, một đội hình bộ binh phòng ngự chặt chẽ. Quân đội Hồi giáo đã tạo thành một mặt trận dài 12 kilômét (7,5 mi), đối diện với phía tây, với sườn trái của nó nằm ở phía nam trên sông Yarmouk trước chỗ bắt đầu của khe núi Wadi al Allan một dặm. Cánh phải của họ nằm trên đường Jabiya ở phía bắc trên đỉnh của ngọn đồi Tel al Jumm'a, giữa các chiến đoàn có một khoảng cách đáng kể để phù hợp với trận chiến đội hình dòng của người Byzantine kéo dài 13 kilômét (8,1 mi). Cánh trung quân nằm dưới sự chỉ huy của Abu Ubaidah ibn al-Jarrah (chếch về phía trái) và Shurahbil bin Hasana (chếch về phía phải). Cánh trái dưới sự chỉ huy của Yazid và cánh phải dưới sự chỉ huy của Amr ibn al-A'as. ở trung tâm, cánh trái và cánh phải đều có các chiến đoàn kỵ binh được sử dụng như là lực lượng dự trữ cho các cuộc phản công trong trường hợp họ bị đẩy trở lại bởi người Byzantine. Đằng sau cánh trung tâm là lực lượng kỵ binh tinh nhuệ cơ động nằm dưới sự chỉ huy của cá nhân Khalid. Trong trường hợp Khalid quá bận rộn trong việc lãnh đạo quân đội, Dharar ibn al-Azwar sẽ nhận nhiệm vụ chỉ huy lực lượng cơ động. Trong suốt trận đánh, Khalid nhiều lần phải sử dụng lực lượng kỵ binh dự bị có tính chất quan trọng chiến lược này. Khalid tung ra một số kỵ binh trinh sát để bám sát tình hình của quân đội Byzantine. Vào cuối tháng 7 năm 636, Vahan gửi cho Jabalah các lính thiết giáp hạng nhẹ người Kitô giáo Ả Rập của ông để làm nhiệm vụ do thám, nhưng họ bị đẩy lùi bởi lực lượng tinh nhuệ cơ động. Sau cuộc giao tranh này không có cuộc đụng độ nào xảy ra trong vòng một tháng.

#### Vũ khí
Mũ sắt của người Hồi giáo sử dụng được mạ vàng tương tự như loại mũ sắt được mạ bạc của đế quốc Sassanid. Áo giáp lưới thường được sử dụng để bảo vệ mặt, cổ và má, hoặc như là những lưới sắt rủ xuống từ mũ, hoặc như là một kiểu mũ bảo vệ đầu bằng lưới sắt. Kiểu dép sandal hạng nặng bằng da kiểu La Mã cũng là loại được sử dụng điển hình ở binh sĩ Hồi giáo thời đầu. Thiết giáp bao gồm các loại da cứng hoặc phiến giáp mỏng và giáp lưới sắt. Bộ binh được trang bị hạng nặng hơn so với kỵ binh thiết giáp. Khiên lớn được sử dụng làm bằng gỗ hoặc bằng cây liễu gai. Giáo được sử dụng là loại Long-shafted, bộ binh mang giáo dài 2,5 m (8,2 ft) và kỵ binh mang giáo dài đến 5,5 m (18 ft). Kiếm ngắn giống như đoản kiếm của bộ binh La Mã và thanh kiếm Sassanid đã được sử dụng một thời gian dài trước đó; Trường kiếm thường được sử dụng bởi các kỵ sĩ. Kiếm được buộc trong những dây buộc chéo qua vai. Cung dài khoảng 2 mét (6,6 ft) ở trạng thái chưa lắp tên-có kích thước tương tự như các cây trường cung Anh nổi tiếng. Phạm vi sát thương tối đa của các cây cung Ả Rập truyền thống thường là khoảng 150 m (490 ft). Các cung thủ Hồi giáo thuở ban đầu chỉ là những tay bộ cung chứ không phải quân cung kỵ những họ đã tự chứng minh là rất có hiệu quả trong việc bảo vệ chống lại các cuộc tấn công của kỵ binh hạng nhẹ và không được thiết giáp.

### Quân đội Byzantine
Một vài ngày sau khi người Hồi giáo đóng trại tại đồng bằng Yarmouk, quân đội Byzantine xuất hiện với người Ghassanid vũ trang nhẹ của Jabalah làm tiên phong, di chuyển về phía trước và lập các doanh trại có hệ thống phòng thủ kiên cố ở phía bắc của Wadi ar-Raqqad.[j] Sườn phải của quân đội Byzantine ở cuối phía nam của vùng đồng bằng gần sông Yarmouk và khoảng một dặm trước khi bắt đầu khe núi Wadi al Allan. Cánh trái của Byzantine ở phía bắc, chỉ cách chỗ bắt đầu ngọn đồi Jabiya một khoảng cách ngắn và khá là lộ liễu. Vahan triển khai quân của Đế quốc đối mặt với phía đông, với một mặt trận dài khoảng 13 kilômét (8,1 mi), dường như ông cố gắng bao vây toàn bộ khu vực giữa hẻm núi Yarmouk ở phía nam và con đường La Mã dẫn đến Ai Cập ở phía Bắc và một khoảng cách đáng kể được tạo ra giữa các binh đội của người Byzantine. Cánh phải được chỉ huy bởi Gregory và cánh trái được chỉ huy bởi Qanateer. Cánh trung tâm này được lập nên bởi các đội quân người châu Âu của Dairjan và người Armenia của Vahan, cả hai đội quân đều nằm dưới sự chỉ huy chung của Dairjan. Người La Mã thường xuyên có lực lượng kỵ binh hạng nặng, cataphract và lực lượng này được chia ra thành bốn đội kỵ binh có số lượng ngang bằng, các đội bộ quân được triển khai tại hàng đầu và có một đội kỵ binh làm lực lượng dự bị ở phía sau. Vahan triển khai lực lượng Kitô giáo người Ả Rập của Jabalah, cưỡi ngựa và lạc đà, làm một lực lượng khinh binh để che chắn cho quân đội chính cho đến khi họ đến đầy đủ. Các nguồn tài liệu đầu tiên của người Hồi giáo nói rằng quân đội của Gregorius đã sử dụng các chuỗi dây xích sắt để nối chân của các chiến binh với nhau, những người đã thề thà chết chứ không bỏ chạy. Các chuỗi xích cứ nối 10 người làm một và được sử dụng như là một bằng chứng của lòng can đảm của những người lính, họ cho thấy sẵn sàng chết ở nơi họ đứng và không bao giờ rút lui. Các sợi dây xích cũng đóng vai trò như vũ khí để chống lại các cuộc đột phá của kỵ binh đối phương. Tuy nhiên, các sử gia hiện đại cho rằng quân Byzantine đã sử dụng testudo của Hy Lạp-La Mã, trong đội hình này binh sĩ sẽ đứng vai kề vai với lá chắn được giơ cao và sắp xếp cứ một đội có từ 10 đến 20 người, loại đội hình này có thể hướng các tấm lá chắn tới mọi phía để che tên bắn, mỗi người lính phải che chở cho một đồng đội đứng liền kề.

#### Vũ khí
Kỵ binh Byzantine được trang bị một thanh trường kiếm được gọi là spathion. Họ cũng có một cây thương hạng nhẹ bằng gỗ được gọi là kontarion và một cây cung toxarion, mỗi người có bốn mươi mũi tên trong một chiếc bao được treo ở yên ngựa hoặc ở đai dây cương. Lực lượng bộ binh hạng nặng được gọi là skoutatoi được trang bị một thanh đoản kiếm và một ngọn giáo ngắn. Lực lượng hạng nhẹ của quân đội Byzantine và các cung thủ mang một lá chắn nhỏ với một cây cung và bao tên. Kỵ binh thiết giáp trang bị áo giáp sắt dài đan bắng lưới sắt một với một mũ sắt có phần bảo về cổ họng, cằm và má. Bộ binh được trang bị tương tự với một áo giáp bằng lưới sắt, mũ sắt và áo giáp chân. Giáp phiến mỏng và giáp vảy cá cũng được sử dụng trong quân đội Byzantine.

## Căng thẳng trong quân đội Byzantine
Chiến thuật của Khalid là rút lui khỏi các vùng chiếm đóng và tập trung tất cả quân của mình vào một trận chiến quyết định buộc người Byzantine phản ứng bằng cách phải tập trung năm đội quân của họ lại. Trong nhiều thế kỷ người Byzantine đã tránh né tham gia vào những trận chiến quy mô lớn có ý nghĩa quyết định, bởi vì việc tập trung một lực lượng quá lớn sẽ gây áp lực vào hệ thống hậu cần của đế quốc vốn được chuẩn một cách bị kém. Damascus là căn cứ hậu cần gần gũi nhất, nhưng Mansur-nhà cầm quyền của Damas, không thể cung cấp đầy đủ cho các đội quân lớn Byzantine lúc này đang tập trung tại vùng đồng bằng Yarmouk. Một số vụ đụng độ đã xảy ra với dân địa phương trong khi trưng dụng nhiều thực phẩm hơn nữa, vào lúc này mùa hè đã qua và có sự sụt giảm của mùa vụ. Triều đình Byzantine buộc Vahan vào tội phản bội vì bất tuân lệnh của Heraclius và không chịu tham gia vào các trận chiến quy mô lớn với người Ả Rập. Với việc quân đội Hồi giáo đã dàn sẵn tại Yarmouk, thì Vahan khó mà có sự lựa chọn nào khác, tuy nhiên phản ứng ông này tương đối là mơ hồ. Quan hệ giữa các chỉ huy khác của Byzantine cũng đầy căng thẳng. Có một cuộc đấu giành quyền lực nổ ra giữa Trithurios và Vahan, Jarajis, và Qanateer. Jabalah-, chỉ huy lực lượng Kitô giáo người Ả Rập đã im lặng không chịu nói ra những hiểu biết của ông về địa hình tại Yarmouk bất chấp những thiệt hại mà Byzantine sẽ phải chịu. Một sự thiếu tin tưởng đã tồn tại giữa người Byzantine, người Armenia và người Ả Rập. Những tranh chấp lâu đời về tôn giáo giữa các phe phái trong giáo hội Kitô chính thống vì những lý do nhỏ nhặt chắc chắn đã tạo ra sự căng thẳng tiềm ẩn. Hậu quả là những mối hận thù này đã làm suy yếu sự điều phối và kế hoạch chiến đấu trở nên không còn phù hợp, đây là một trong những lý do cho sự thất bại thảm khốc của người Byzantine.

## Trận đánh
Theo một nguồn tài liệu có sự mô tả kỹ càng về trận chiến thì đội hình chiến đấu của người Hồi giáo và Byzantine được chia thành bốn phần: cánh trái, cánh trung tâm-trái, cánh trung tâm-phải và cánh phải. Lưu ý rằng những mô tả của người Hồi giáo về đội hình chiến đấu của người Byzantine chính xác y như của phe bên kia, nghĩa là: cánh phải người Hồi giáo phải đối mặt với cánh trái Byzantine vv và vv (xem hình ảnh minh họa[n]).

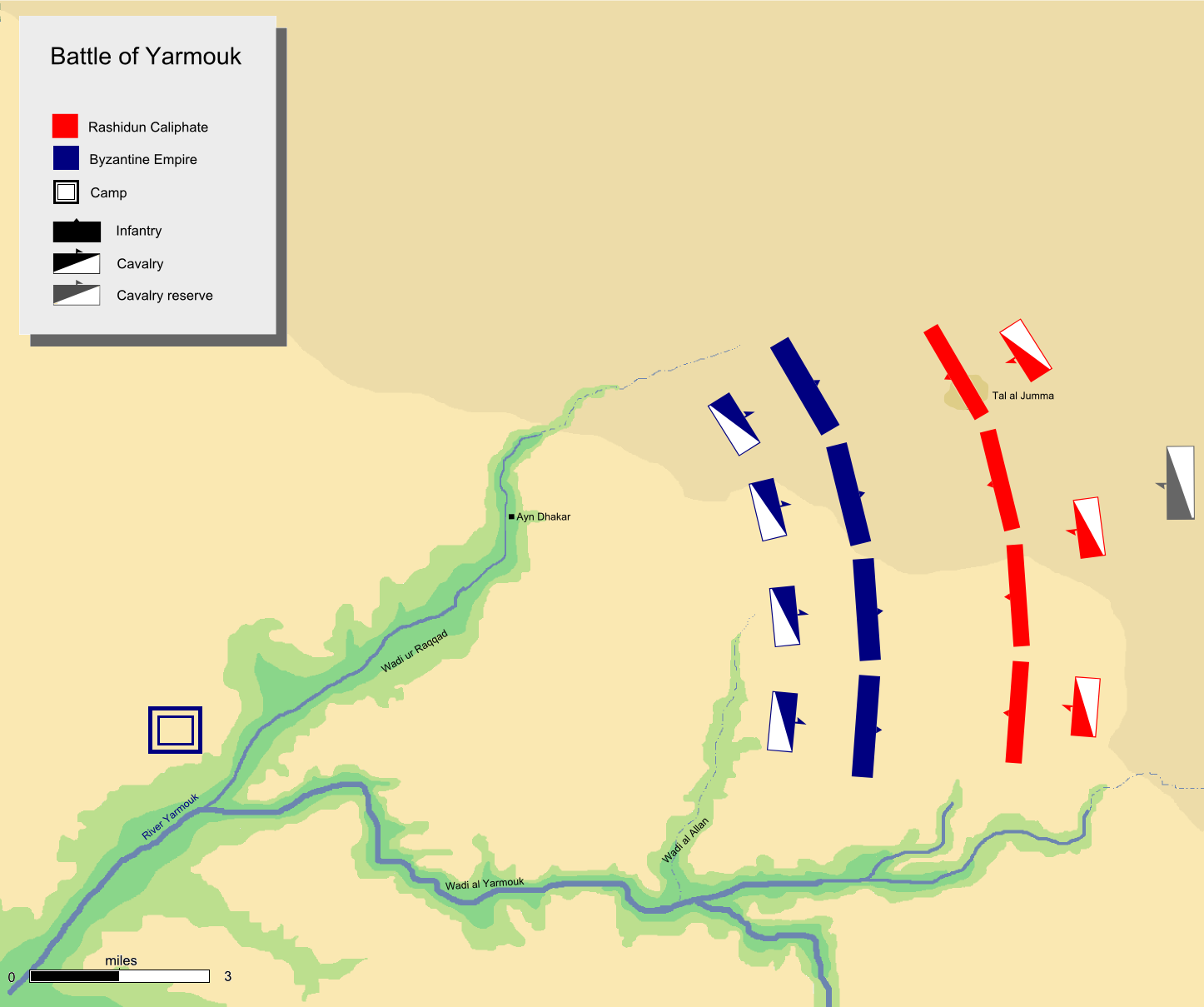
Triển khai quân đội.
Quân Hồi giáo
Quân Đông La Mã

Vahan nhận được chỉ thị của Heraclius là không bắt đầu trận chiến cho đến khi tất cả các cánh cửa ngoại giao đã được sử dụng. Có lẽ là vì lực lượng của Yazdegerd III vẫn chưa sẵn sàng cho cuộc tấn công ở mặt trận Iraq. Vì vậy Vahan đã cử Gregorius và sau đó là Jabalah đi để tiến hành thương lượng, mặc dù những nỗ lực của họ tỏ ra là vô ích. Trước khi trận chiến nổ ra, để đáp lại lời mời của Vahan, Khalid đã đến để thương lượng hòa bình, nhưng cũng chỉ thu được một kết thúc tương tự. Những cuộc đàm phán đã trì hoãn trận đánh trong vòng một tháng. Mặt khác với vua Khalip Umar thì lực lượng của ông tại Qadisiyah đang bị đe dọa phải đối mặt với quân đội của Đế quốc Sassanid, đã ra lệnh Sa`d ibn Abi Waqqas tham gia vào các cuộc đàm phán với người Ba Tư và gửi sứ thần đến Yazdegerd III và chỉ huy Rostam Farrokhzād của ông ta, rõ ràng là để mời họ gia nhập đạo Hồi. Đây có lẽ là chiến thuật trì hoãn của Umar trên mặt trận Ba Tư. Trong khi đó ông này đã gửi 6.000 quân tiếp viện, chủ yếu là từ Yemen đến cho Khalid. Lực lượng này bao gồm 1.000 người ở Sahaba (Đồng minh của Muhammad), trong số đó có 100 cựu binh của Trận Badr, trận chiến đầu tiên trong lịch sử Hồi giáo và gồm cả những quý tộc có thứ hạng cao nhất, chẳng hạn như Zubayr ibn al-Awwam, Abu Sufyan và vợ của ông, Hind bint Utbah.
Umar, dường như muốn đánh bại với Byzantine trong một trận chiến và sử dụng quân đội Hồi giáo một cách hiệu quả nhất để chống lại họ. Quân tiếp viện của người Hồi giáo liên tục kéo đến gây lo lắng của Đế chế Byzantine, vì họ lo ngại rằng người Hồi giáo với quân tiếp viện như vậy sẽ trở nên ngày càng mạnh mẽ và quyết định rằng họ không còn lựa chọn nào khác ngoài việc tấn công. Thực ra thì lực lượng tăng viện được gửi tới người Hồi giáo ở Yarmouk là những toán quân nhỏ, tạo ra ấn tượng về một dòng quân tiếp viện liên tục để làm mất tinh thần của người Byzantine và buộc họ phải tấn công. Chiến thuật tương tự cũng được lặp lại một lần nữa trong trận Qadisiyah.

### Ngày thứ nhất

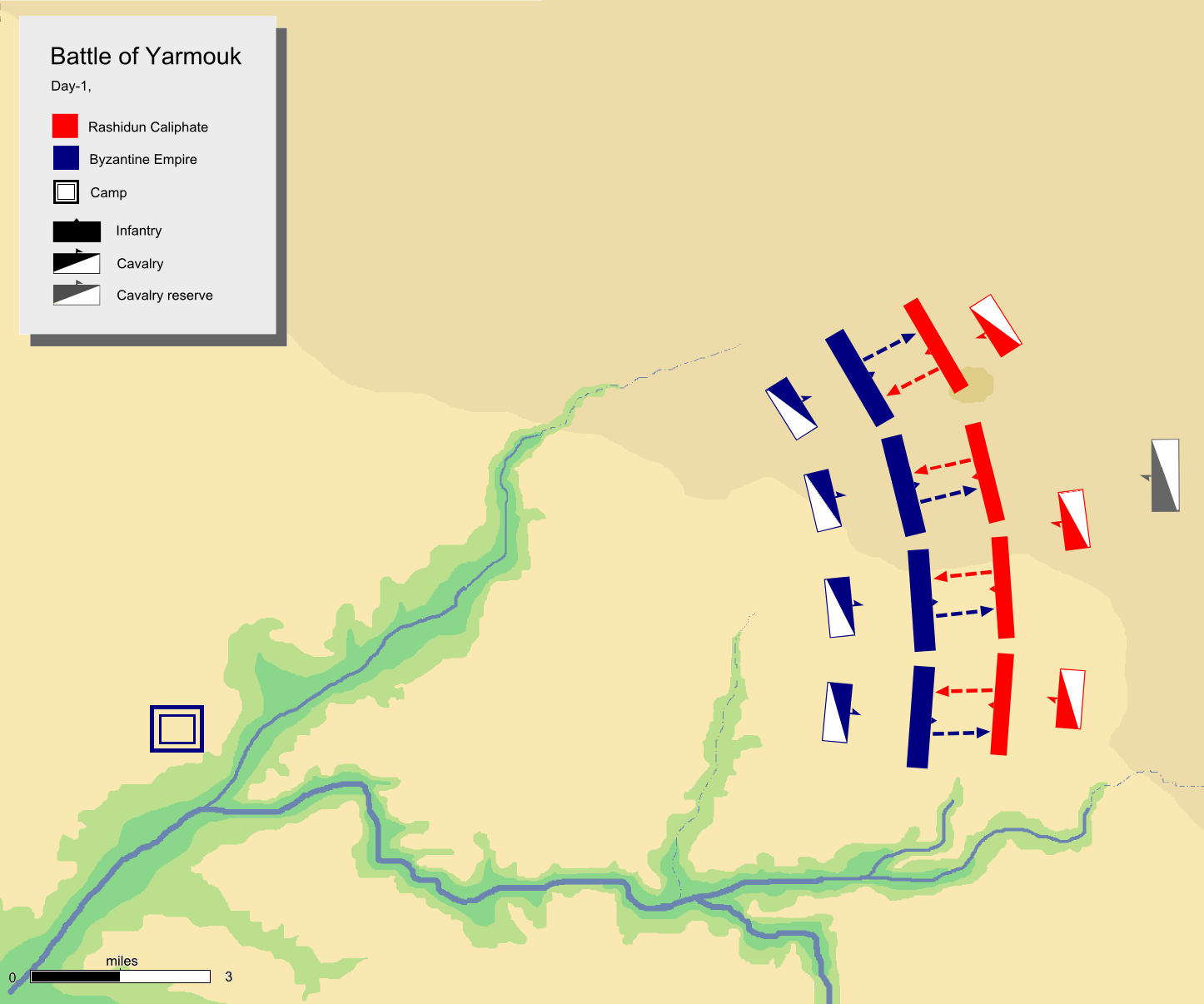
Ngày đầu tiên, các cuộc tấn công hạn chế của quân đội Byzantine

Trận chiến bắt đầu vào ngày 15 tháng 8 năm 636. Vào lúc bình minh quân đội hai bên tập hợp cách nhau chưa đầy một dặm để bắt đầu trận chiến. Biên niên Hồi giáo ghi lại rằng trước khi cuộc chiến bắt đầu, George, chỉ huy của cánh trung tâm-phải của người Byzantine, phi ngựa sang phía người Hồi giáo và xin chuyển đổi sang đạo Hồi, ông này chết trong ngày hôm đó khi chiến đấu ở phe Hồi giáo. Trận chiến bắt đầu khi quân đội Byzantine gửi võ sỹ vô địch của mình để đấu với võ sỹ mubarizun của người Hồi giáo. Các võ sỹ mubarizun là những tay kiếm thủ và giáo binh được đào tạo đặc biệt, với mục tiêu để triệt hạ nhiều chỉ huy của đối phương nhất để gây thiệt hại tinh thần của họ. Vào giữa trưa, sau khi mất một số tay chỉ huy trong trận đấu, Vahan ra lệnh tấn công hạn chế với một phần ba lực lượng bộ binh của mình để thử nghiệm sức mạnh và chiến lược của quân đội Hồi giáo và, bằng cách sử dụng ưu thế áp đảo về số và vũ khí của họ và hy vọng đạt được một mũi đột phá ở bất cứ chỗ yếu nào của trận chiến của người Hồi giáo. Tuy nhiên các cuộc tấn công của người Byzantine thực sự thiếu quyết tâm, nhiều chiến binh của quân đội Đế chế không quen chiến đấu theo kiểu này và đã không thể tạo ra một cuộc tấn công dữ dội vào các cựu binh Hồi giáo. Cuộc giao tranh nói chung là ở mức độ vừa phải, mặc dù ở một số nơi nó đã nổ ra đặc biệt dữ dội. Vahan đã không tăng viện cho lực lượng xung kích của mình mà vẫn giữ hai phần ba lực lượng bộ binh làm dự bị và vào lúc hoàng hôn cả hai đội quân đã chấm dứt trận chiến và trở về trại của mình.

### Ngày thứ hai

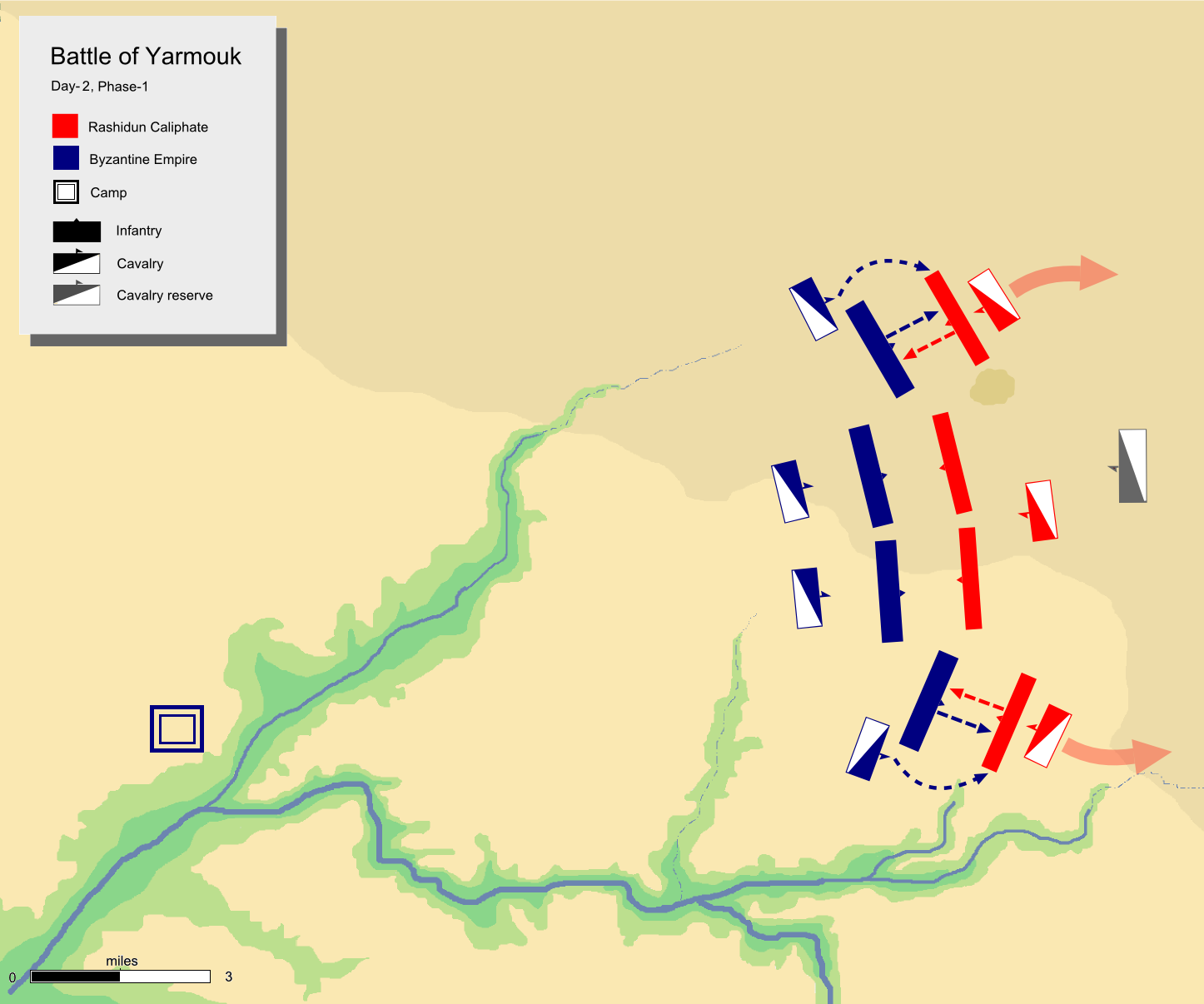
Ngày thứ 2, giai đoạn 1.

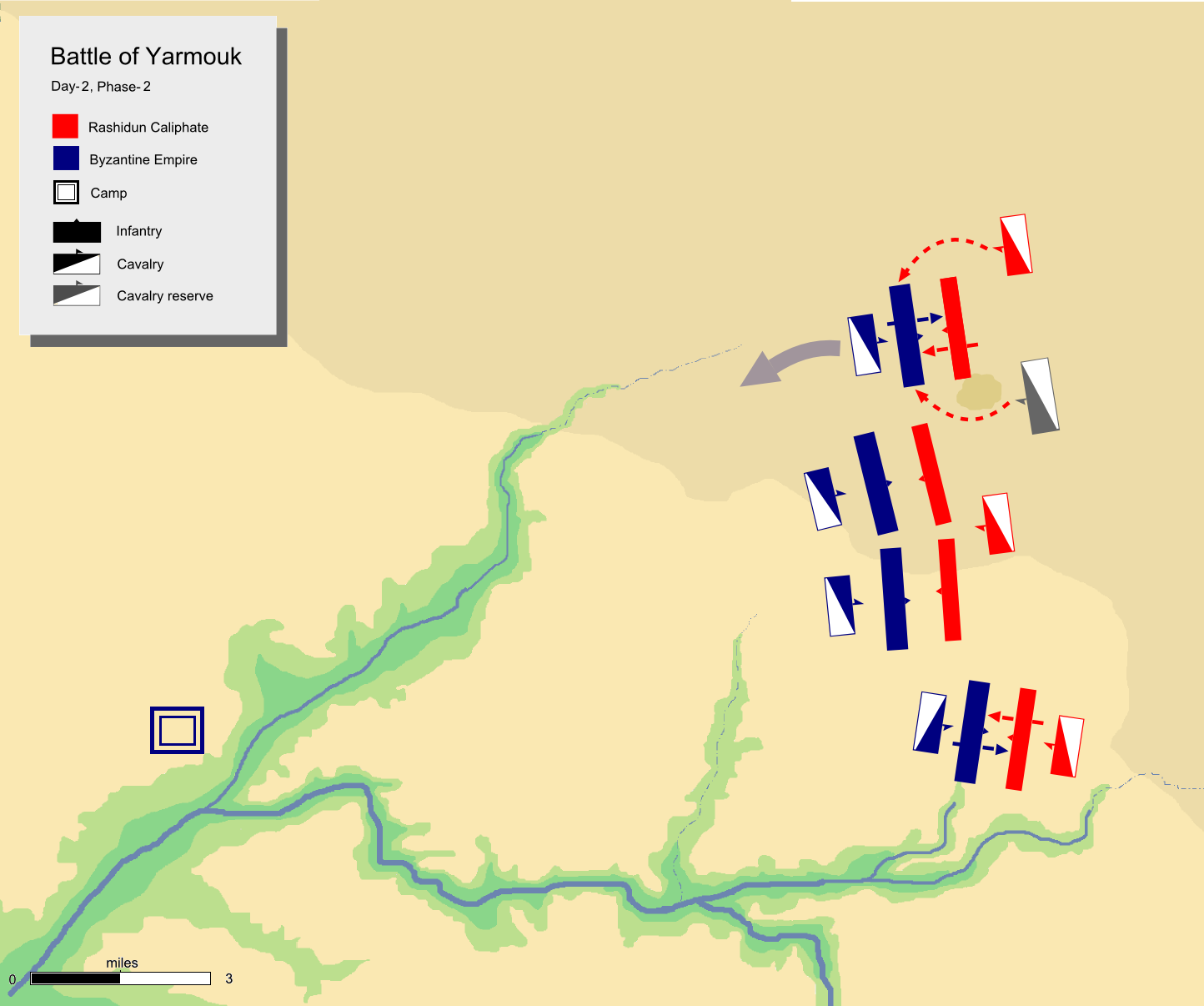
Ngày thứ 2, giai đoạn 2.

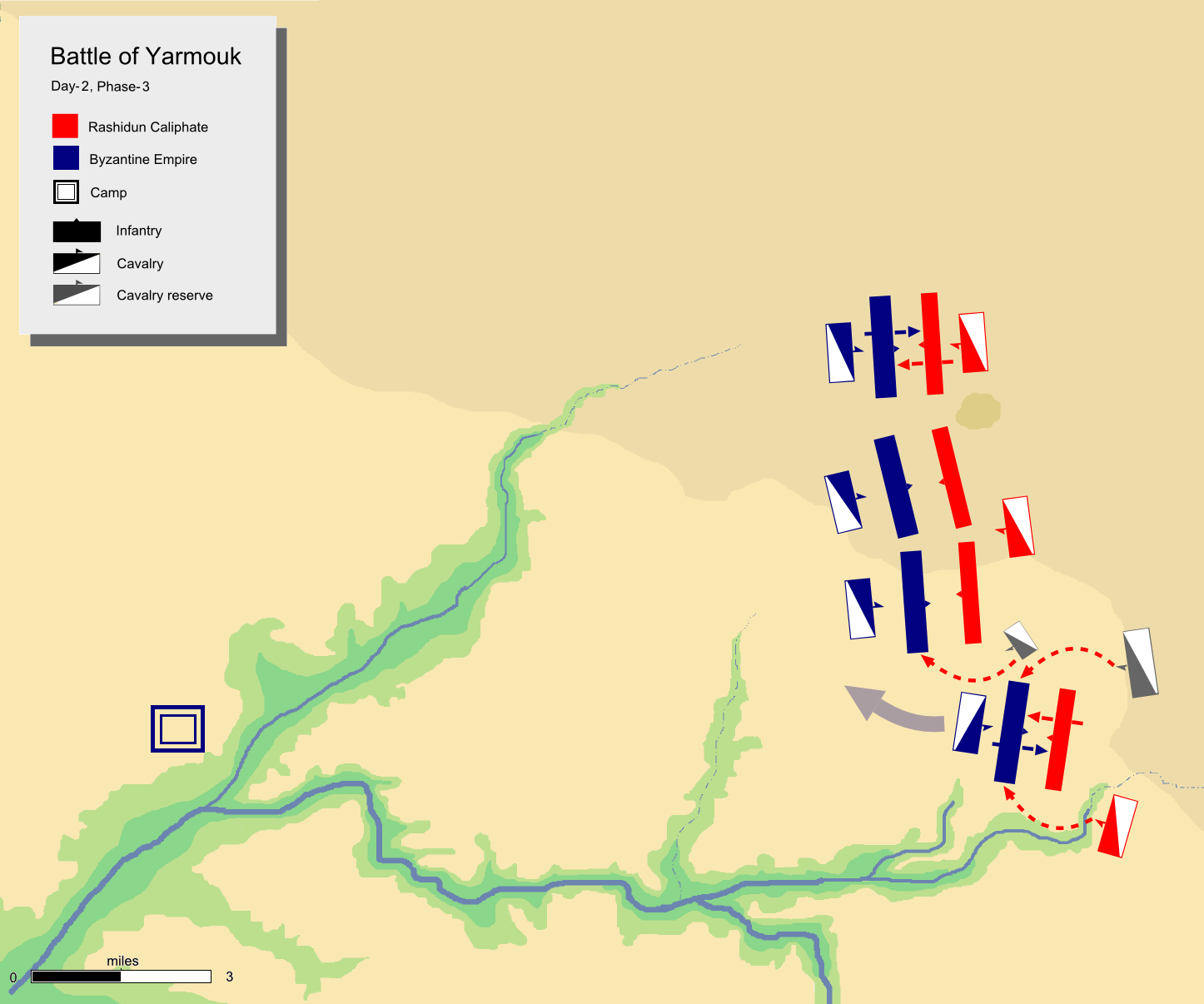
Ngày thứ 2, giai đoạn 3.

Giai đoạn 1: Ngày 16 tháng 8 năm 636, Vahan quyết định trong một cuộc họp hội đồng quân sự là phải phát động một cuộc tấn công của mình ngay trước bình minh, để bắt lực lượng Hồi giáo chuẩn bị tham chiến trước khi tiến hành lời cầu nguyện buổi sáng của họ. Ông dự định tung hai cánh quân trung tâm của mình ra để tấn công vào các cánh quân trung tâm của người Hồi giáo trong một nỗ lực để cầm chân họ trong khi lực lượng chính sẽ tấn công vào các cánh của quân đội Hồi giáo, sau đó hoặc là sẽ bị đẩy họ ra khỏi chiến trường hoặc đẩy về họ về phía trung tâm. Để quan sát tình hình chiến trường, Vahan đã cho dựng một tháp quan sát lớn phía sau cánh phải của mình với và nó được bảo vệ bằng một lực lượng vệ binh Armenia. Ông ra lệnh cho quân đội của mình chuẩn bị cho các cuộc tấn công bất ngờ. Người Byzantine không biết rằng, Khalid cũng đã chuẩn bị cho phương án này bằng cách đặt một lực lượng tiền tuyến mạnh mẽ ở phía trước ngay trong buổi đêm để tấn công bất ngờ, chính vì vậy người Hồi giáo đã có đủ thời gian để chuẩn bị cho trận chiến. Tại phía trung tâm, người Byzantine đã không tạo được những sức ép lớn, để ghìm chân các cánh quân trung tâm của người Hồi ở vị trí của họ và ngăn ngừa họ tiếp viện cho quân Hồi giáo ở các khu vực khác. Vì vậy, các cánh quân trung tâm của người Hồi giáo vẫn ổn định. Nhưng tình hình ở các cánh là khác nhau. Qanateer, chỉ huy cánh trái của người Byzantine bao gồm chủ yếu là người Slav tấn công và bộ binh Hồi giáo ở cánh phải đã phải rút lui. Amr-người nắm quyền chỉ huy cánh Hồi giáo ra lệnh cho chiến đoàn kỵ binh của mình phản công nhằm vô hiệu hóa các đợt tiến công của người Byzantine và ổn định dòng trận chiến ở cánh phải trong một thời gian ngắn, nhưng người Byzantine với số ưu thế về số lượng đã buộc họ phải rút lui về phía trại căn cứ của người Hồi giáo.
Giai đoạn 2: Khi Khalid biết được tình hình ở cánh phải, ông đã ra lệnh cho kỵ binh của cánh phải tấn công vào sườn phía bắc của cánh trái Byzantine trong khi chính ông với lực lượng kỵ binh cơ động của mình tấn công vào sườn phía nam của cánh trái của Byzantine, trong khi bộ binh cánh phải của người Hồi giáo tấn công từ phía trước. Cuộc tấn công bằng ba mũi nhọn vào cánh trái đã buộc người Byzantine từ bỏ vị trí của người Hồi giáo mà họ đã chiếm được và Amr lấy lại được vị trí mà ông ta đã để mất và bắt đầu tổ chức lại đội quân của ông cho trận chiến tiếp theo. Tình hình ở cánh trái của người Hồi giáo dưới sự chỉ huy của Yazid trở nên nghiêm trọng hơn một cách đáng kể. Trong khi cánh phải của người Hồi giáo được sự chi viện của đội kỵ binh cơ động thì cánh trái đã không nhận được sự chi viện này và lợi thế về quân số của người Byzantine đã làm cho một số vị trí của người Hồi giáo bị đẩy lui và binh sĩ của họ phải rút lui về phía căn cứ. Ở đây, người Byzantine đã phá vỡ được trận địa của người Hồi giáo. Các đội hình testudo trong đội quân của Gregorius (bản thân ông này chạy sang phe Hồi giáo nhưng quân của ông thì không) đã di chuyển một cách chậm rãi nhưng cũng được bảo vệ rất tốt. Yazid sử dụng chiến đoàn kỵ binh của mình để phản công nhưng bị đẩy lui. Mặc dù đã kháng cự, nhưng cuối cùng các chiến binh ở cánh trái của Yazid đã bị đẩy trở lại căn cứ của họ và một khoảng thời gian ngắn kế hoạch của Vahan đã xuất hiện những thành công. Trung tâm của quân đội Hồi giáo đã bị ghìm chân và cánh của nó đã bị đẩy lui. Tuy nhiên, sườn của quân Hồi giáo đã không bị bẻ gãy, mặc dù tinh thần của họ đã bị suy giảm một cách nặng nề. Quân Hồi giáo rút lui đã gặp những người phụ nữ Ả Rập tàn bạo trong trại. Được chỉ huy bởi Hind, những phụ nữ Hồi giáo đã phá dỡ lều của họ và dùng những cây gậy dựng lều để đánh đập những người chồng và đồng đội của họ vừa hát một bài hát được sáng tác từ sau trận Uhud.
Hỡi những người chạy đã bỏ chạy từ người phụ nữ chung thủy

Ai có cả vẻ đẹp và đức hạnh;

Và rời bỏ cô để theo ngoại đạo,

Trong sự căm thù và cái xấu vô đạo,

Bị chiếm hữu, ô nhục và đổ nát.
Sự kiện này làm máu của các chiến binh Hồi giáo đang rút lui sôi lên và họ quay trở lại chiến trường.
Giai đoạn 3: Sau khi cố gắng để ổn định các vị trí sườn phải, Khalid đã điều lực lượng kỵ binh tinh nhuệ của mình đến và hỗ trợ cho cánh trái. Khalid tách ra một chiến đoàn thuộc sự chỉ huy của Dharar ibn al-Azwar ra và ra lệnh cho ông này tấn công vỗ mặt vào đội quân của Dairjan (cánh quân trung tâm-trái) để tạo ra một đòn vu hồi và đe dọa đánh vào cánh phải của Byzantine lúc này đang rút lui khỏi vị trí mà nó đã chiếm được. Với phần còn lại của kỵ binh dự trữ, ông tấn công sườn của lực lượng của Gregorius. Một lần nữa, theo các cuộc tấn công diễn ra đồng thời từ phía trước và hai bên sườn, người Byzantine bị đẩy lui trở lại, nhưng với tốc độ chậm hơn vì họ phải duy trì đội hình của họ. Khi hoàng hôn xuống các cánh quân trung tâm của cả hai bên đã ngưng chiến và rút về vị trí ban đầu của họ và mặt trận của cả hai bên được phục hồi dọc theo tuyến đường bị chiếm đóng vào buổi sáng. Việc Dairjan bị tử trận và kế hoạch chiến đấu của Vahan bị thất bại lại làm cho quân đội của Đế chế tuy đông hơn nhưng đã trở nên mất tinh thần, trong khi cuộc phản công của Khalid đã thành công và điều này đã khuyến khích quân đội của họ dù họ có một số lượng nhỏ hơn.

### Ngày thứ ba

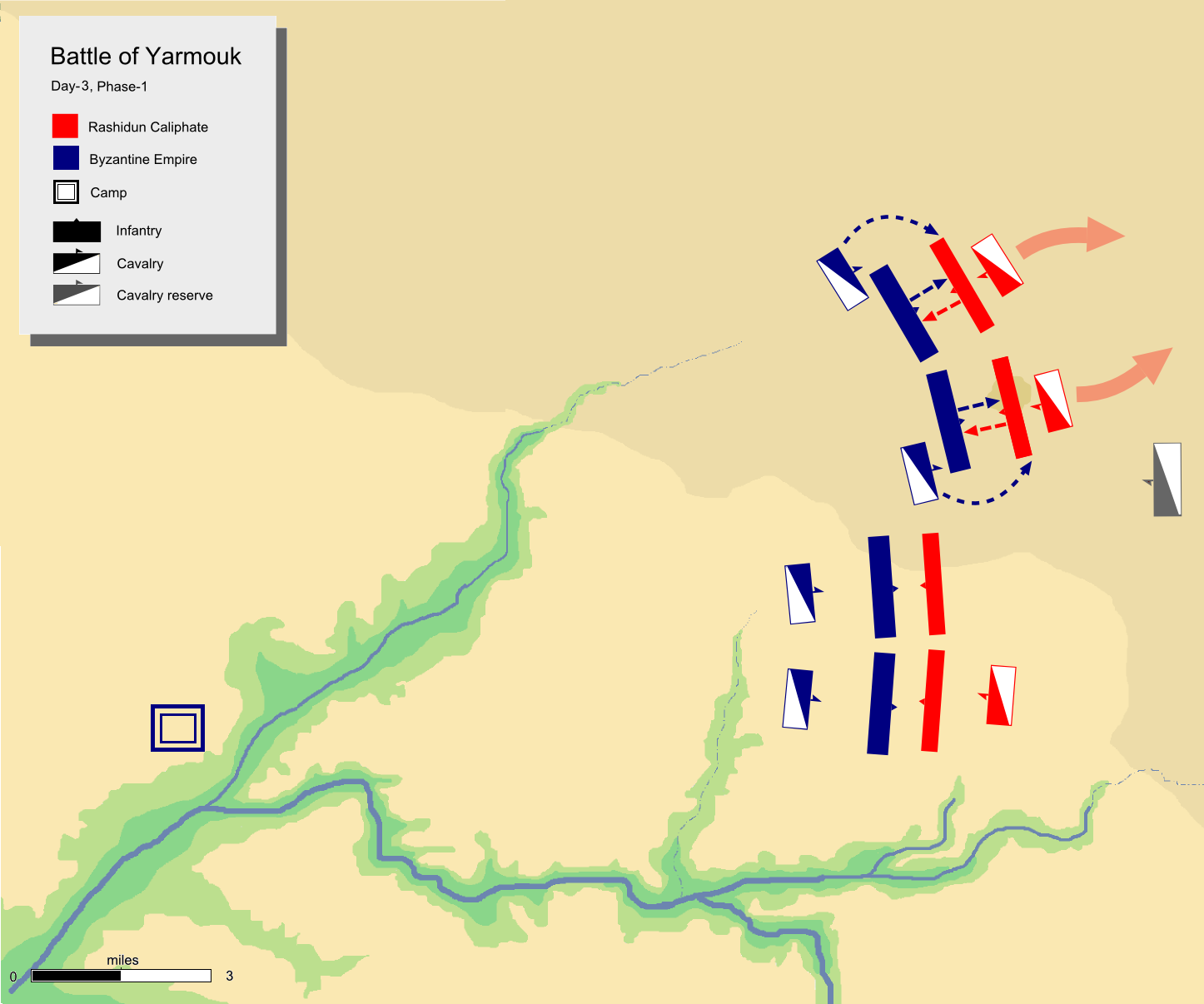
Ngày 3, Giai đoạn 1.

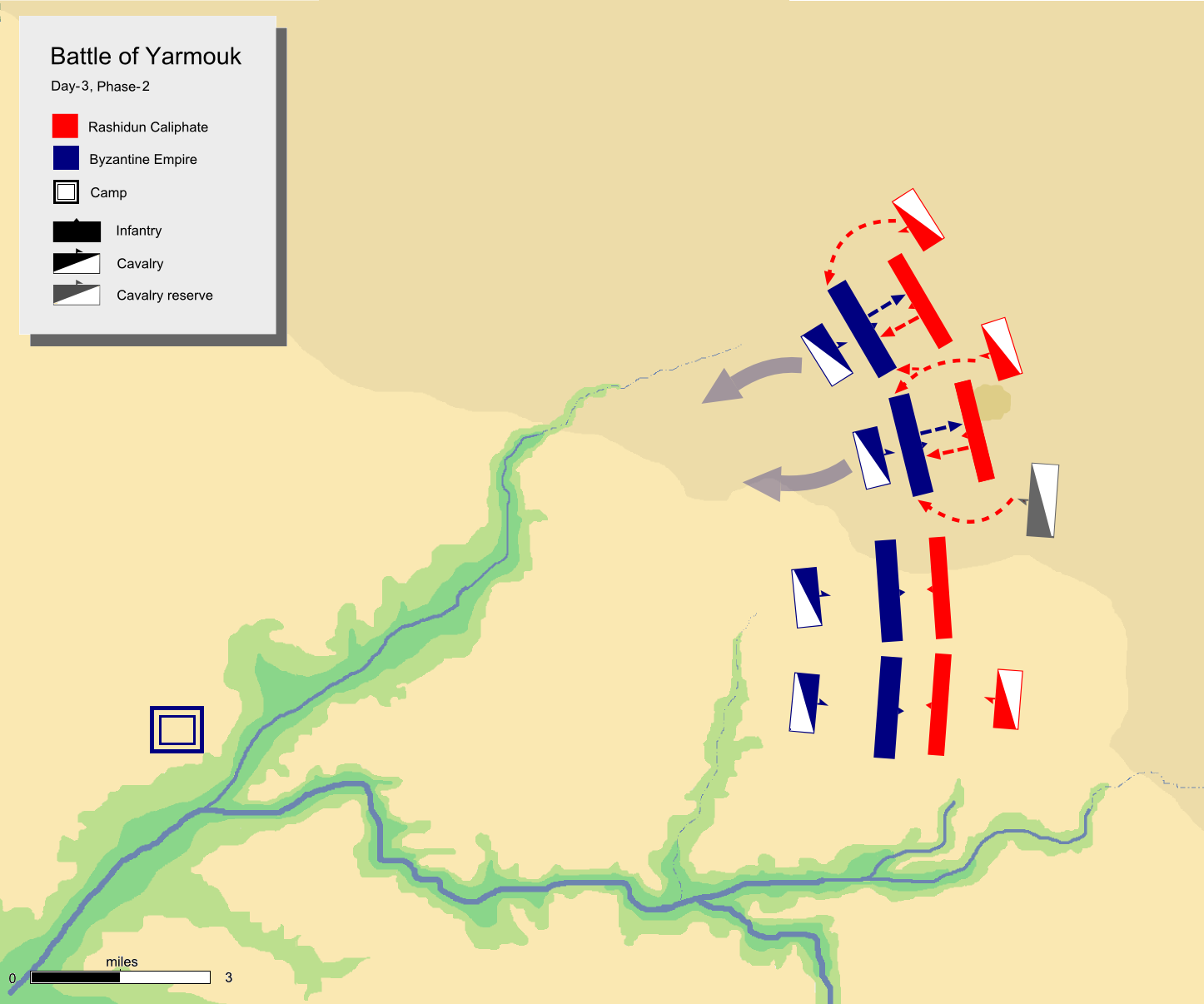
Ngày 3, Giai đoạn 2.

Ngày 17 tháng 8 năm 636, Vahan suy ngẫm về thất bại của mình và những sai lầm của ngày hôm trước, nơi ông phát động các cuộc tấn công vào các cánh quân Hồi giáo tương ứng, nhưng sau thành công ban đầu, người của ông đã bị đẩy lui trở lại. Thiệt hại lớn nhất của ông là một trong những chỉ huy đã mất mạng. Quân đội của Đế quốc Byzantine quyết định chọn một kế hoạch ít tham vọng hơn, lúc này Vahan nhằm mục đích phá vỡ quân đội Hồi giáo ở một số vị trí cụ thể. Ông quyết định cho gây sức ép vào bên sườn phải, nơi mà kỵ binh của ông có thể hoạt động một cách cơ động tự do hơn so với địa hình gồ ghề ở bên cánh trái của người Hồi giáo. Và ông đã quyết định tấn công vào các điểm giao nhau giữa các cánh quân bên phải và trung tâm-phải của người Hồi giáo và cánh phải của người Hồi giáo bị kìm chân bởi Qanateer, người Slav, để tách họ ra làm hai và tiêu diệt họ một cách riêng biệt
Giai đoạn 1: Cuộc chiến lại tiếp tục với các cuộc tấn công vào người Hồi giáo Byzantine bên sườn phải và cánh quân trung tâm-phải. Sau khi phải chống trả các cuộc tấn công ban đầu của người Byzantine, bên cánh phải người Hồi giáo đã bị đẩy lui trở lại, tiếp theo là cánh trung tâm-phải. Họ đã một lần nữa lại bị làm nhục bởi những mụ đàn bà của mình những người cảm thấy nhục nhã và xấu hổ cho họ. Sau đó các cánh quân của người Hồi giáo đã giữ được vị trí ở một khoảng cách gần doanh trại của họ và tái tổ chức để chuẩn bị phản công.
Giai đoạn 2: Sau khi biết rằng quân đội Byzantine đã tập trung vào cánh phải của người Hồi giáo, Khalid phát động một cuộc tấn công với lực lượng kỵ binh tinh nhuệ của mình, cùng với lực lượng kỵ binh Hồi giáo ở cánh phải. Khalid triển khai tấn công vào sườn bên phải của cánh quân trung tâm-trái của Byzantine và lực lượng kỵ binh dự bị của cánh trung tâm-phải của người Hồi giáo tấn công vào cánh trung tâm-trái của Byzantine ở bên cánh trái của nó. Trong khi đó, ông ra lệnh cho lực lượng kỵ binh bên cánh phải của người Hồi giáo tấn công vào bên phía trái của cánh quân bên trái của người Byzantine. Trận chiến nhanh chóng chở thành một cuộc tắm máu. Rất nhiều người đã ngã gục ở cả hai phía. Các cuộc tấn công vào bên cánh của Khalid đã diễn ra kịp thời một lần nữa và đảm bảo an toàn cho trận địa của người Hồi giáo và vào lúc hoàng hôn các đạo quân của Đế quốc Byzantine đã bị đẩy trở lại các vị trí họ khi bắt đầu trận đánh.

### Ngày thứ tư
Ngày 18 tháng 8 năm 636, ngày thứ tư, đã được chứng minh là một ngày quyết định của trận đánh. 

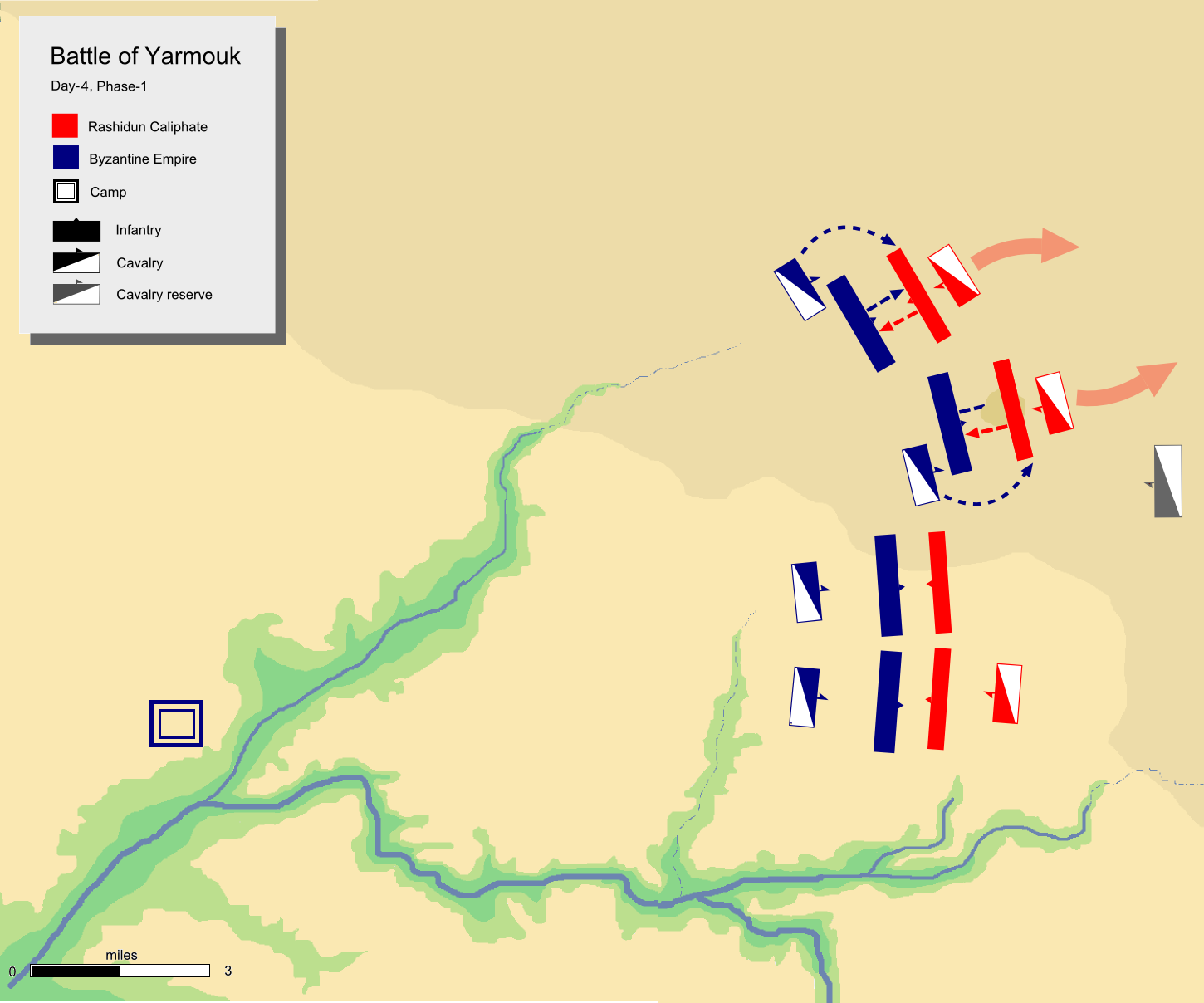
Ngày thứ 4, Giai đoạn 1.

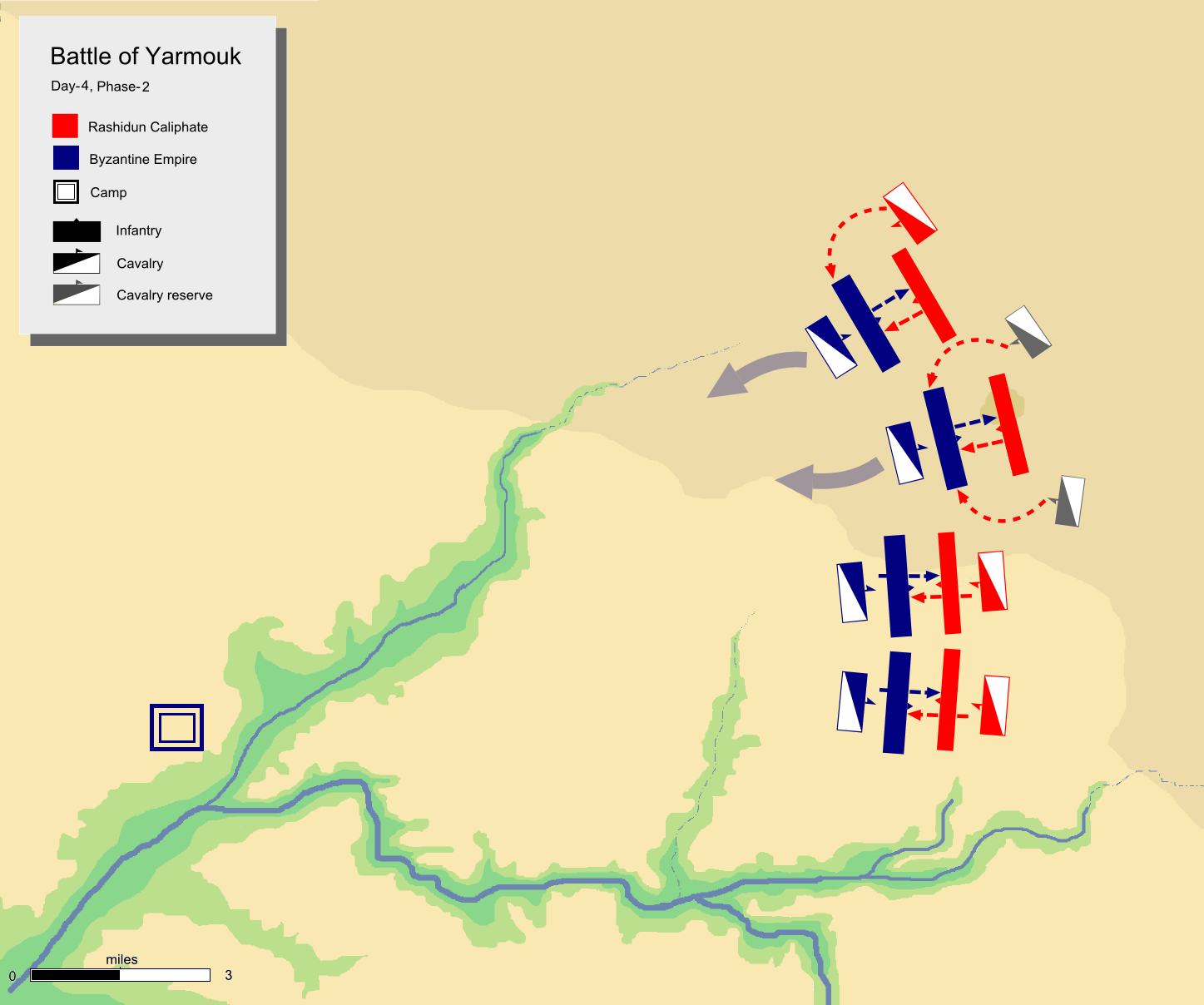
Ngày thứ 4, Giai đoạn 2.

Giai đoạn 1: Vahan quyết định vẫn áp dụng kế hoạch chiến đấu của ngày hôm trước vì dường ông đã thành công trong việc gây thiệt hại cho cánh phải của người Hồi giáo. Qanateer chỉ huy hai đạo quân của người Slav tấn công vào bên cánh phải và trung tâm-phải của Hồi giáo với một số viện binh người Armenia và người Ả Rập Thiên chúa giáo do Jabalah chỉ huy. Các tín đồ Hồi giáo ở cánh phải và cánh trung tâm-phải một lần nữa bị đẩy trở lại. Khalid không tiếp tục tham gia vào trận chiến một lần nữa. Ông lo sợ một cuộc tấn công sẽ nổ ra trên một mặt trận rộng lớn mà ông sẽ không có khả năng đẩy lùi và để đề phòng việc này ông đã ra lệnh cho Abu Ubaidah và Yazid ở các cánh trung tâm-trái và cánh trái lần lượt tấn công quân đội Byzantine ở các mặt trận tương ứng. Các cuộc tấn công cho kết quả cầm chân quân đội Byzantine không cho họ tiến lên phía trước và ngăn chặn một bước tiến chung của quân đội Đế chế.
Giai đoạn 2: Lực lượng kỵ binh cơ động của Khalid được chia thành hai bán đội và tấn công vào sườn của cánh trung tâm-trái của người Byzantine, trong khi lực lượng bộ binh của cánh trung tâm-phải của người Hồi giáo tấn công từ phía trước. Bị ba mũi nhọn tấn công với kỵ binh tinh nhuệ cơ động của người Hồi giáo đánh tạt sườn, quân đội của Đế chế Byzantine đã bị đẩy lui trở lại. Trong khi đó, cánh phải của người Hồi giáo lại tiến hành một cuộc tấn công mới với bộ binh của nó tấn công từ phía trước và các kỵ binh dự bị tấn công vào sườn phía bắc của cánh trái của Byzantine. Cánh trung tâm-trái của Byzantine phải rút lui trước đợt tấn công ba mũi nhọn của Khalid, cánh trái của Byzantine bị đánh tạt sườn ở phía nam, cũng đã rút lui trở lại.
Trong khi Khalid đang mải tấn công vào đội hình của quân Armenia trong suốt buổi chiều, thì tình hình cánh bên kia của quân Hồi giáo đang xấu đi. Quân cung kỵ của Byzantine đã gia nhập chiến trường và bắn tên ào ạt vào quân của Abu Ubaidah và Yazid để ngăn chặn họ chọc thủng phòng truyến của người Byzantine. Nhiều binh sĩ Hồi giáo bị mù mắt vì những mũi tên của người Byzantine vào ngày hôm đó, cái ngày mà sau đó người ta gọi là "Ngày mù mắt". Tay cựu binh Abu Sufyan cũng được cho là đã bị mất một con mắt vào ngày hôm đó. Các đội quân của người Hồi giáo đã bị đẩy lùi trở lại ngoại trừ một chiến đoàn do Ikrimah bin Abi Jahal chỉ huy ở bên trái của đạo quân của Abu Ubaidah. Ikrimah bảo vệ cuộc rút lui của người Hồi giáo với bốn trăm kỵ binh của mình bằng cách tấn công vỗ mặt vào người Byzantine, trong khi các đội quân khác tổ chức lại chính họ để phản công và giành lại các vị trí mà họ đã bị mất. Toàn bộ người của Ikrimah hoặc bị thương nặng hoặc chết trong ngày hôm đó. Ikrimah-một người bạn thời thơ ấu của Khalid nằm trong số người bị thương và chết sau đó vào buổi tối.

### Ngày thứ năm

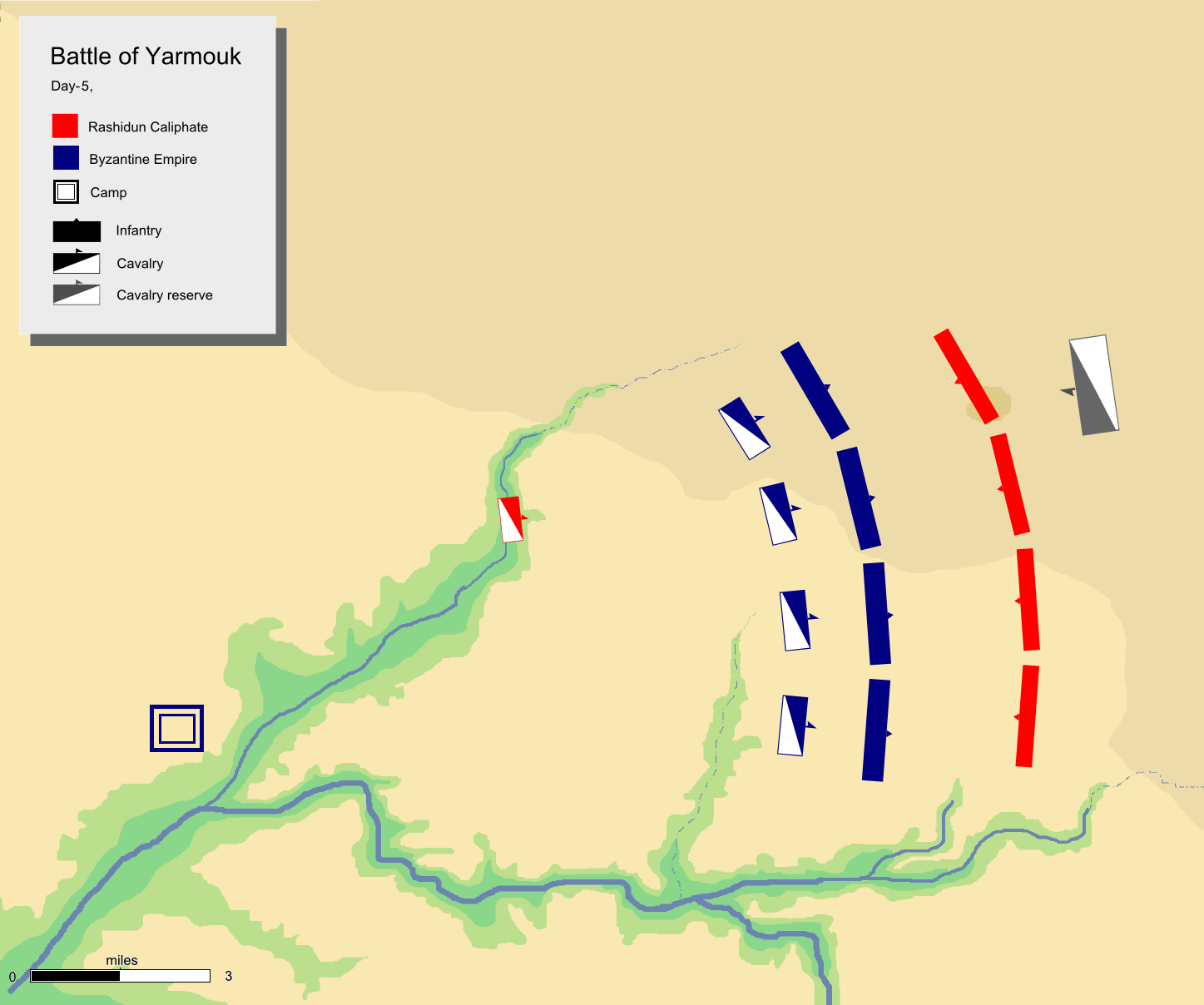
Triển khai quân đội của hai bên vào ngày thứ năm. Khalid tập hợp tất cả các kỵ binh của mình để triển khai một đòn quyết định vào bên cánh trái của đối phương.

Trong bốn hành ngày liên tục tấn công, Vahan và quân đội của ông đã không đạt được bất kỳ một bước đột phá nào và đã bị thiệt hại nặng nề, đặc biệt trong phản công của lực lượng kỵ binh tinh nhuệ vào bên cánh. Sáng sớm ngày 19 tháng 8 năm 636, ngày thứ năm của trận đánh, Vahan gửi một sứ giả đến doanh trại của người Hồi giáo để yêu cầu một cuộc ngưng chiến vài ngày để có thể tiến hành một cuộc đàm phán mới. Ông được cho là muốn có thêm thời gian để tổ chức lại quân đội vốn đã bị mất tinh thần của mình. Nhưng Khalid cho là chiến thắng đã nằm trong tầm tay và ông đã từ chối ngừng chiến. Đến lúc này quân đội Hồi giáo hầu như chỉ sử dụng chiến thuật phòng thủ, nhưng khi biết rằng người Byzantine dường như không còn quyết tâm với trận đánh, lúc này Khalid quyết định chuyển sang tấn công và tổ chức lại quân đội của mình từ thế thủ sang thế công. Tất cả các chiến đoàn kỵ binh đã tập hợp lại với nhau để tạo thành một lực lượng kỵ binh hùng mạnh với lực lượng kỵ binh tinh nhuệ của ông làm nòng cốt. Về tổng số lúc này đạo kỵ binh của người Hồi giáo lên đến khoảng 8.000 kỵ sĩ, một lực lượng kỵ binh đủ hiệu quả cho một cuộc tấn công tổng lực vào ngày hôm sau. Phần còn lại của ngày hôm đó không có trận đụng độ nào xảy ra cả, kế hoạch của Khalid là đánh bẫy quân Byzantine, cắt đứt mọi tuyến đường rút lui của họ. Có ba rào cản tự nhiên, ba hẻm núi ở chiến trường với khe núi dốc đứng của nó, hẻm Wadi-ur-Raqqad ở phía tây, hẻm Wadi al Yarmouk ở phía Nam và hẻm Wadi al Allah ở phía đông. Tuyến đường phía Bắc đã bị chặn bởi kỵ binh của người Hồi giáo. Tuy nhiên, đoạn khe núi sâu trên 200 mét (660 ft) của Wadi-ur-Raqqad ở phía tây có một cây cầu chiến lược quan trọng nhất tại Ayn al Dhakar. Khalid cử Dharar cùng với 500 kỵ binh để chiếm cây cầu vào ban đêm. Dharar di chuyển xung quanh sườn phía bắc của Đế chế Byzantine và chiếm được cây cầu. Sự cơ động này đã được chứng minh là một đòn quyết định vào ngày hôm sau.

### Ngày thứ sáu

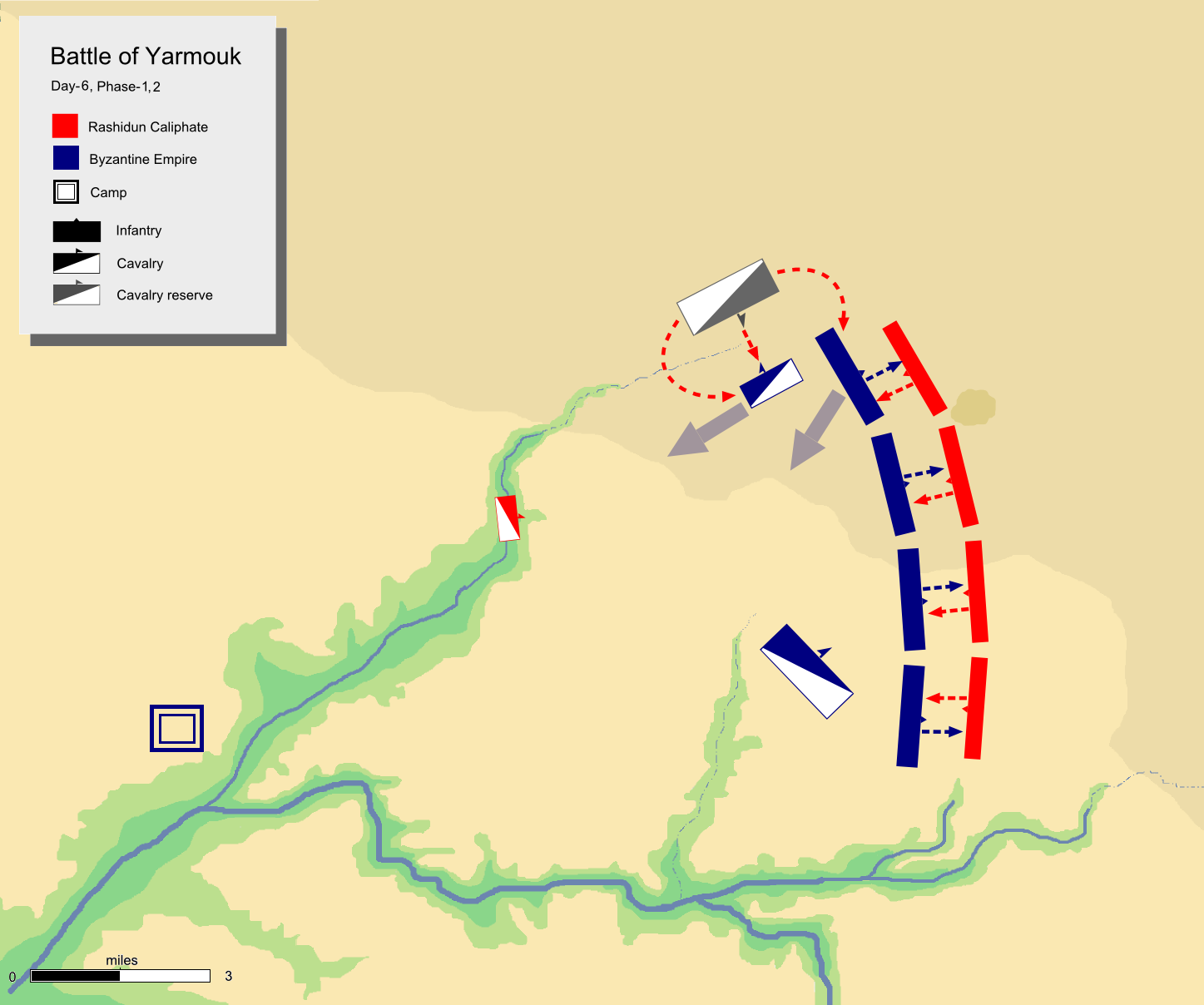
Ngày thứ 6, Giai đoạn 1.

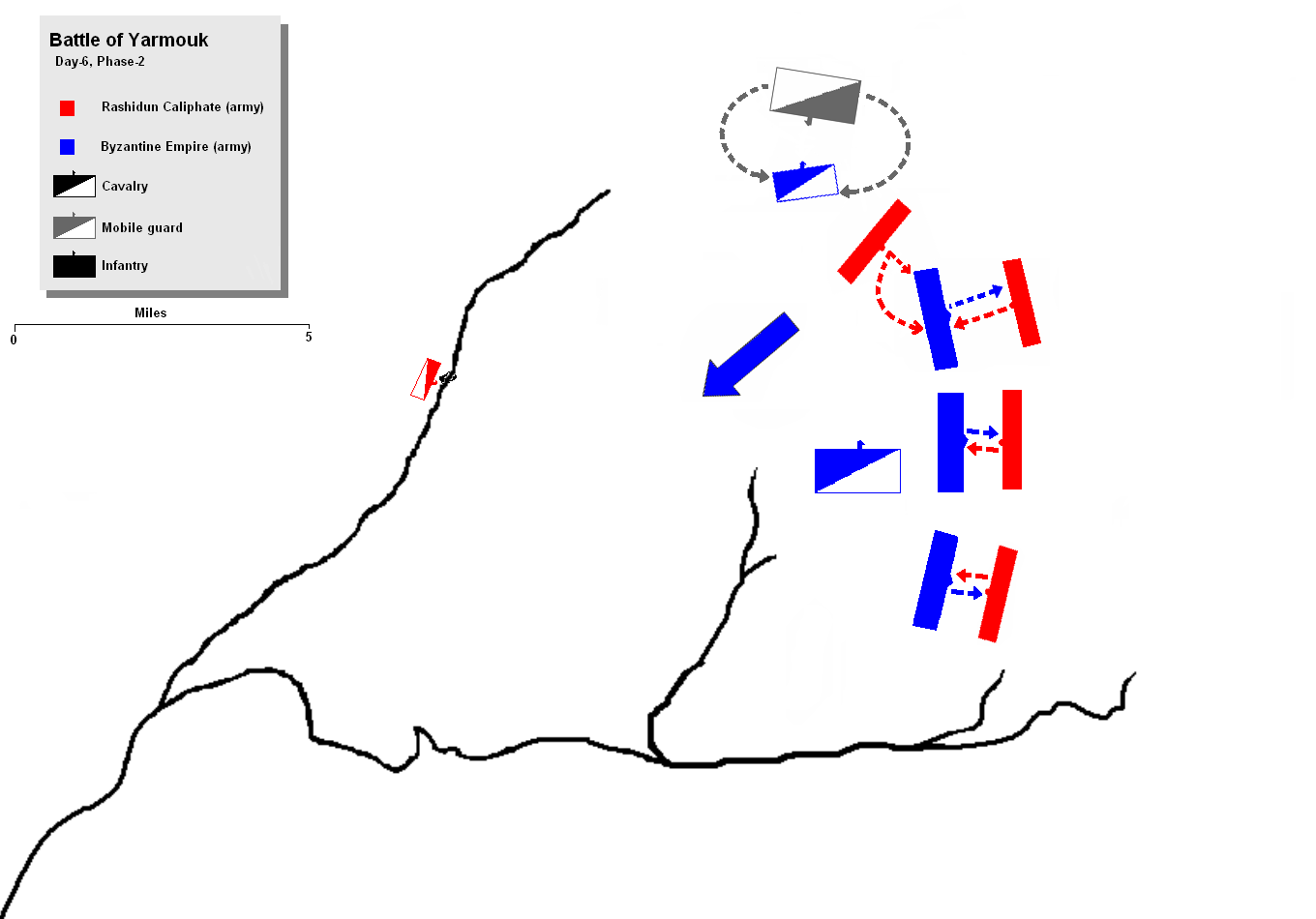
Ngày thứ 6, Giai đoạn 2.

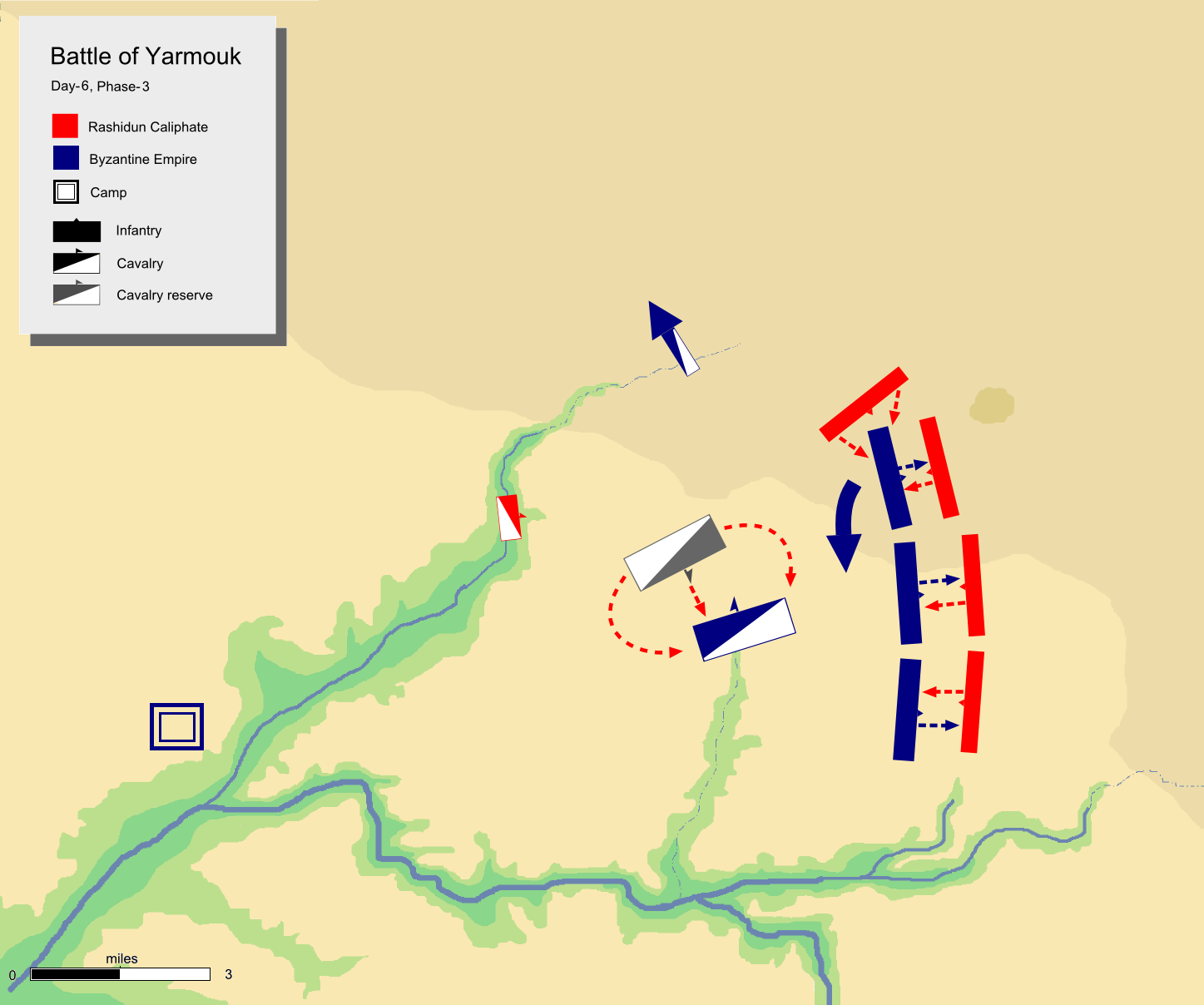
Ngày thứ 6, Giai đoạn 3.

Ngày 20 tháng tám 636, ngày cuối cùng của trận đấu, Khalid đưa ra một kế hoạch chiến đấu đơn giản nhưng đậm chất tấn công. Với một lực lượng kỵ binh đông đảo ông dự định đẩy hoàn toàn lực lượng kỵ binh của Byzantine ra chiến trường để làm cho lực lượng bộ binh-vốn hình thành lên phần lớn quân đội Đế quốc sẽ không có sự hỗ trợ của kỵ binh và do đó sẽ bị tấn công từ hai bên sườn và phía sau. Đồng thời ông dự định tiến hành một cuộc tấn công vào bên cánh trái của quân đội Byzantine và đẩy họ tới các khe núi ở phía tây.
Giai đoạn 1: Khalid đã ra lệnh tiến hành một cuộc tấn công vào mặt trận của quân Byzantine và cho kỵ binh của mình phi nước đại vào cánh trái của Byzantine. Một phần kỵ binh của ông ta tấn công lực lượng kỵ binh Byzantine ở cánh trái trong khi phần còn lại của nó tấn công vào phía sau cánh trái của bộ binh Byzantine. Trong khi đó, cánh phải của người Hồi giáo gây sức ép vào họ từ phía trước. Bị tấn công từ hai hướng, cánh trái Byzantine đã bị đẩy trở lại và sụp đổ và bỏ chạy vào cánh trung tâm-trái của Byzantine, tạo ra rất nhiều rối loạn này. Kỵ binh còn lại của người Hồi giáo sau đó tấn công vào kỵ binh cánh trái Byzantine từ phía sau khi họ đang giao chiến với một nửa bán đội đầu tiên của kỵ binh Hồi giáo và đẩy họ ra khỏi chiến trường từ phía bắc. Cánh phải của người Hồi giáo lúc này tấn công vào cánh trung tâm còn lại của người Byzantine ở bên cánh trái, trong khi cánh trung tâm-phải của người Hồi giáo tấn công từ phía trước.
Giai đoạn 2: Vahan, nhận thấy chiến thuật sử dụng một số lượng rất lớn kỵ binh của người Hồi giáo, ông này liền ra lệnh cho kỵ binh của mình tập hợp lại, nhưng không còn kịp nữa rồi, trước khi Vahan có thể tổ chức lại các đội kỵ binh hạng nặng khác nhau của ông, Khalid đã điều kỵ binh của ông quay trở lại để tấn công vào nơi tập trung nhiều kỵ đội nhất của Byzantine, xông vào họ từ phía trước và các bên cánh trong khi họ vẫn còn di chuyển để tạo đội hình. Bị mất tổ chức và hướng lực lượng kỵ binh hạng nặng cataphract của Byzantine đã sớm bị đẩy lui và phân tán về phía bắc, để mặc lực lượng bộ binh cho số phận của họ.
Giai đoạn 3: Với các kỵ binh Byzantine đã hoàn toàn bị đẩy lui, Khalid đã chuyển sang tổ chức tấn công cánh trung tâm-trái Byzantine hai hướng bởi bộ binh Hồi giáo. Cánh quân trung tâm Byzantine còn lại bị tấn công từ phía sau bằng kỵ binh của Khalid và cuối cùng cũng đã bị phá vỡ.
Giai đoạn cuối: Với việc cánh quân trung tâm-trái Byzantine bỏ chạy, một cuộc tổng rút lui của người Byzantine đã bắt đầu. Khalid đã điều kỵ binh của mình về hướng Bắc để chặn các tuyến đường thoát về phía bắc. Người Byzantine rút lui về phía tây Wadi-ur-Raqqad nơi có một cây cầu ở Ayn al Dhakar để vượt qua các hẻm núi sâu của khe núi Wadi-ur-Raqqad. Dharar đã chiếm được cây cầu như một phần của kế hoạch của Khalid vào đêm trước. Một đơn vị gồm 500 lính kỵ binh đã được gửi đến chặn lối đi này.[k] Trong thực tế, đây là tuyến đường mà Khalid muốn tất cả binh sĩ Byzantine sẽ rút lui về đó. Vào lúc này người Byzantine bị bao vây từ tất cả các hướng. Một số người đào tẩu đã rơi vào các khe núi sâu ngoài các sườn dốc, những người khác đã cố gắng trốn thoát vào vùng biển, nhưng cũng lại rơi vào những tảng đá bên dưới và một lần nữa rất nhiều người đã thiệt mạng trong khi bỏ chạy. Tuy nhiên một số lượng lớn của các chiến binh Byzantine đã cố gắng để thoát khỏi sự tàn sát. Jonah-người lính chuyển tin của Hy Lạp đưa các thông tin về quân đội của nhà Rashidun trong quá trình chinh phục Damascus đã chết trong cuộc chiến này. Người Hồi giáo đã không bắt tù binh trong trận này, mặc dù họ có thể đã bắt giữ một số nếu họ tiếp tục truy đuổi xa hơn nữa. Theodore Trithurios, em trai Hoàng đế đã chết trên chiến trường, trong khi Niketas để thoát ra và đến được Emesa. Jabalah ibn al-Ayham cũng đã trốn thoát và sau đó, trong một thời gian ngắn, đã quy phục người Hồi giáo, nhưng ông này nhanh chóng đào thoát sang triều đình Byzantine một lần nữa.

## Hậu quả của trận đánh
Ngay sau khi trận đánh này kết thúc, Khalid và lực lượng kỵ binh cơ động của ông nhanh chóng di chuyển về phía bắc để truy kích các binh sĩ Byzantine đang rút lui, ông gặp họ ở gần Damas và lao vào tấn công. Trong cuộc chiến sau đó vị tướng tư lệnh của quân đội triều đình, hoàng tử Armenia Vahan, người đã thoát khỏi chung số phận với hầu hết những người mình tại Yarmouk đã bị giết. Sau đó Khalid tiến vào Damas và tái chiếm thành phố, nơi ông được cho là đã được chào đón bởi các cư dân địa phương.
Khi tin tức về thảm họa này đến Hoàng đế Byzantine Heraclius tại Antioch, ông ta đã tức giận đến điên khùng. Ông đã đổ lỗi nguyên nhân của thảm họa cho việc làm sai trái của mình khi tiến hành một cuộc hôn nhân loạn luân với Martina, cháu gái của ông. Ông rất còn muốn tái chiếm lại các tỉnh của mình nếu ông ta còn nguồn tài nguyên sẵn có, nhưng lúc này ông không còn người cũng chẳng còn tiền để bảo vệ các tỉnh nữa. Thay vào đó, ông rút về nhà thờ lớn của thành phố Antioch, nơi ông thấy một buổi cầu lễ long trọng. Ông cho triệu tập một cuộc họp của các cố vấn của ông tại nhà thờ và xem xét kỹ lưỡng tình hình. Tất cả mọi người gần như đều nhất trí nói rằng ông phải chấp nhận thực tế và sự thất bại đã được quyết định bởi Thiên Chúa và đó là kết quả những tội lỗi của mọi người dân của đế quốc bao gồm cả chính ông. Heraclius ra khơi trên một con tàu để đến thành phố Constantinopolis trong đêm hôm đó.
Người ta nói rằng khi con tàu của ông căng buồm, ông đã nói lời chia tay cuối cùng với Syria rằng:
Chia tay, chia tay lâu dài với Syria,[l] vùng đất tươi đẹp của ta. Ngươi có thể không vào tin tôn giáo của kẻ thù ngay bây giờ. Bình an cho ngươi Ô Syria, một vùng đất xinh đẹp, ngươi sẽ được để lại cho kẻ thù.
Haraclius rời bỏ Syria và di tích thánh giá Thiêng liêng cùng với các di tích khác được vốn được cất giữ tại Jerusalem đã được chuyển lên một con tàu của người Ba Tư ở Jerusalem, chỉ để bảo vệ chúng khỏi những người Ả Rập xâm lược. Người ta nói rằng hoàng đế mắc bệnh sợ nước và người ta đã phải lập một chiếc cầu phao vượt qua vịnh Bosphorous để đến Constantinopolis để cho Hoàng đế Heraclius đi qua. Sau khi từ bỏ Syria, vị hoàng đế bắt đầu tập trung lực lượng còn lại của mình để bảo vệ vùng Anatolia và Ai Cập. Người Hồi giáo đã không có những nỗ lực để chiếm vùng Anatolia, nhưng nó luôn phải chịu các cuộc đột kích hàng năm, và các cuộc đột kích này đã tàn phá các hoạt động kinh tế xã hội của miền đông Anatolia. Vùng Armenia thuộc Byzantine rơi vào tay người Hồi giáo ở năm 638-39 sau đó Heraclius đã tạo ra một vùng đệm ở miền trung Anatolia bằng cách ra lệnh cho sơ tán tất cả các pháo đài ở phía đông Tarsus. Trong năm 639-642 người Hồi giáo tấn công và chiếm vùng Ai Cập thuộc Byzantine, dẫn đầu quân Ả Rập là Amr ibn al-A'as-người đã chỉ huy cánh phải của quân đội Rashidun tại trận Yarmouk.

## Đánh giá
Trận Yarmouk có thể được xem như là một ví dụ trong lịch sử quân sự nơi mà một lực lượng yếu kém hơn đã đánh bại một lực lượng vượt trội bằng những chiến thuật uyển chuyển kịp thời.
Chỉ huy của Đế quốc Byzantine đã cho phép kẻ thù của họ lựa chọn chiến trường. Thậm chí sau đó họ cũng không có bất cứ cố gắng nào để khắc phục những bất lợi về mặt chiến thuật một cách đáng kể. Khalid đã trù liệu được tất cả những điều này và ông đã triển khai tấn công vào một lực lượng vượt trội về số lượng và cho đến trước ngày cuối cùng của trận đánh, ông đã tiến hành một chiến dịch phòng thủ cơ bản phù hợp với nguồn lực tương đối hạn chế của mình. Khi ông quyết định phải chuyển sang tấn công và đã phát động tấn công vào ngày cuối cùng của trận chiến, ông đã ra một quyết định với một tầm nhìn chiến lược và sự can đảm mà không ai trong số các chỉ huy Byzantine có thể đoán được. Mặc dù ông chỉ huy một đội quân kém xa đối phương về số lượng và rất cần thiết phải huy động toàn bộ người của mình vào trận chiến, trong ông vẫn có một sự tự tin và tầm nhìn xa để gửi đi một đội kỵ binh vào đêm trước cuộc tấn công của mình để phong tỏa một con đường rút lui quan trọng của quân đội đối phương mà ông dự đoán rằng họ sẽ cần tới.
Khalid ibn al-Walid là một trong những chỉ huy kỵ binh tốt nhất trong lịch sử và việc ông sử dụng lực lượng kỵ binh của mình một cách hoàn toàn hiệu quả và kịp thời trong suốt cuộc chiến đã cho thấy rằng ông hiểu rõ những thế mạnh tiềm năng và điểm yếu của lực lượng này như thế nào. Lực lượng kỵ binh tinh nhuệ cơ động do chính ông phụ trách di chuyển nhanh chóng từ vị trí này tới vị trí khác, luôn luôn làm thay đổi cục diện của trận đánh ở bất cứ nơi nào họ xuất hiện và sau đó họ lại biến đi một cách nhanh chóng để làm thay đổi cục diện ở một nơi khác.
Vahan và các chỉ huy Byzantine của ông đã không có cố gắng để đối phó với lực lượng này một cách và sử dụng lợi thế lớn về số lượng của họ. Lực lượng kỵ binh của người Byzantine không bao giờ đóng một vai trò quan trọng trong trận chiến này và được bố trí làm lực lượng dự trữ tĩnh trong hầu hết thời gian sáu ngày của trận chiến. Họ không bao giờ tiến hành một cuộc tấn công bằng kỵ binh và thậm chí ngay cả khi họ có được những gì có thể coi là một bước đột phá quyết định vào ngày thứ tư, nhưng họ đã không thể khai thác nó. Có vẻ như đây là một sự thiếu quyết tâm trong số các chỉ huy của Đế quốc, mặc dù sự kiện này có thể đã bị gây ra bởi những khó khăn trong việc chỉ huy quân đội vì các xung đột nội bộ. Hơn nữa, nhiều rất nhiều lính Ả Rập Thiên chúa giáo chỉ là lính nghĩa vụ, trong khi quân đội Hồi giáo Ả Rập bao gồm một phần lớn là các cựu binh.
Chiến lược ban đầu của Heraclius là nếu muốn tiêu diệt quân Hồi giáo ở Syria thì cần phải triển khai một cách nhanh chóng và nhanh chóng tấn công, nhưng các chỉ huy trên chiến trường của ông không bao giờ cho thấy những phẩm chất này. Trớ trêu thay, trên chiến trường Yarmouk, Khalid đã thực hiện trên một quy mô nhỏ những chiến thuật mà Heraclius đã lên kế hoạch trên quy mô lớn: bằng cách nhanh chóng triển khai và cơ động lực lượng của ông, Khalid đã có thể tạm thời tập trung lực lượng đầy đủ tại các địa điểm cụ thể về một khu vực để đánh bại một đội quân Byzantine lớn hơn về số lượng. Vahan không bao giờ có thể phát huy tính ưu việt số lượng của mình, có lẽ vì địa hình không thuận lợi đã ngăn cản việc triển khai trên quy mô lớn. Tuy nhiên, Vahan đã không có một nỗ lực nào để tập trung một lực lượng có đủ ưu thế về số lượng để đạt được một bước đột phá quan trọng. Mặc dù ông đã ở thế công trong 5/6 ngày diễn ra trận chiến, đội hình chiến đấu của ông vẫn khá tĩnh. Sự kiện này là hoàn toàn trái ngược với kế hoạch tấn công rất thành công mà Khalid đã thực hiện vào ngày cuối cùng, khi ông tổ chức lại hầu như tất cả các kỵ binh của mình và đưa họ vào một đợt tấn công cực lớn và phối hợp nhịp nhàng dẫn đến một chiến thắng hoàn toàn. George F. Nafziger, trong cuốn sách Islam at war ("Chiến tranh Hồi giáo") của mình đã đưa ra kết luận về trận chiến như sau:
| “ | Mặc dù trận Yarmouk được rất ít người biết đến vào ngày nay, nó là một trong những trận đánh quyết định nhất trong lịch sử nhân loại...Nếu Heraclius đã có thể chiến thắng với lực lượng chiếm ưu thế của mình thì thế giới hiện đại sẽ được thay đổi đến mức mà không ai có thể đoán biết được. | ” |

## Ghi chú

Ảnh-1. Các khái niệm được sử dụng trong mô tả chiến tuyến của người Hồi giáo và người Đông La Mã